# うしおととらの登場キャラクター一覧
うしおととらの登場キャラクター一覧（うしおととらのとうじょうキャラクターいちらん）では、藤田和日郎による『週刊少年サンデー』に連載されていた少年漫画作品『うしおととら』の登場人物及び妖怪について記述する。声の項はOVA版 / テレビアニメ版の順。

## メインキャラクター
蒼月 潮（あおつき うしお）
声 - 佐々木望 / 畠中祐（幼少期 - 冨樫かずみ）
本作の主人公。物語開始時中学2年生の少年。6月生まれ。東京都みかど市在住。一人称は「俺」。
14歳のある日、妖にとって天敵と呼ばれる霊槍「獣の槍」と、その槍に封じられていた妖怪を（後に潮から「とら」と名付けられる）自宅の蔵の地下室で見つけ、その槍を引き抜いてしまった事で宿命付けられた妖との戦いに巻き込まれていく。
父は光覇明宗の法力僧・蒼月紫暮、母は三代目お役目・日崎（蒼月）須磨子。家業は寺で、父と2人暮らし。性格は曲がったことや嘘が大嫌いで真っ直ぐな性格の好男子。正義感が非常に強く、他人の幸福のためなら自身が傷つくことも厭わない献身的な面を持つ。また、そういった傾向は人間のみならず、妖にも隔たりなく向けられていた。しかし、私生活は結構だらしなく、過食で腹を壊すなど、年相応にいい加減でズボラなところもある。また、昔から父親に似たのか頭に血が上りやすく短気で喧嘩っ早い乱暴な一面もあり、口より先に手が出てしまうため似たような気質を持つとらや父・紫暮、幼馴染の麻子とはとにかく喧嘩が絶えない。また、幼少時は現在と違って父子家庭という複雑な家庭環境から、暗く他者を寄せ付けない雰囲気を纏っており、学校の同級生からも敬遠されていた様子。嘘が嫌いで、自分の失態もポリシー故に隠そうとしなかったり、お世辞やおべっかも苦手なようで率直に物を言うあまり近所の人を怒らせてしまうなど世渡りはあまり得意ではない。しかし、父から定期テストの点数を聞かれた時には、平均点を誤魔化そうとするなどケースにもよるようで、紫暮によれば「嘘が嫌いなのではなく、嘘をつくのが下手」だとの事。
妖との戦闘時には槍の力によって自身も妖と化す為、髪が長く伸び、瞳は細く、牙や爪が鋭くなるなど容姿に変化が現れるが基本的に人の姿をしたままである。跳躍力や腕力、治癒能力等は人の時とは比較にならないほど著しく増し、高い空中から地上に落下しても強い打撲程度のダメージで大きな傷を負う事はなく、白面の火炎や、とらの雷を受けても致命傷には至らない程の耐久力がある（とらも変化した潮に対しては妖と認識しており、雷を以てして獣化した潮の暴走を止めようとした事もあった）。
初期の頃は、獣の槍の力に頼った力任せの戦い方が目立ったが、様々な戦いを通じて機転を利かせた戦法を編み出していくようになる。
勉強は全般的に苦手。本人は国語は得意だと言っているが書き取りは不得手で、送った年賀状は誤字ばかりであった。体育は得意で運動能力は極めて高いため、同級生からは運動部の助っ人を何度も頼まれる程だが、絵を描くのが趣味のため美術部に所属している。ただし絵心は皆無で本人以外には何を描いたかすら判らないほど。
物語中で幾人もの人々を妖から守り、また妖怪達とも臆することなく関わり築いた絆によって、人間、妖、問わず多くの者が彼の影響を受け惹き付けられていった。それらによって結ばれた絆は最終決戦においても重要な意味を示した。また、同様に出会った同年代の少女達からは、父の紫暮が気恥ずかしさを覚えるほどモテていた。
旭川への旅の終盤に、獣の槍に魂を全て吸い取られ獣に変貌・暴走したが、光覇明宗やとら、麻子、真由子らの活躍により人間に戻ることが出来た。
とらとは、初期の頃は単に憑かれた人間と憑いた妖という関係であったが、とらが一番喰いたい者として潮に執着を示し始めてからは、潮が他の妖に喰われそうになったり危機に陥る度に「お前は、わしが喰うんだ」と豪語しながら結果的には潮を助け、共闘するのが常となっていく（喰う為に守る。という、とらの行動は一見矛盾しているようにも見えるが、これは、とらの「喰いたい」という思いに無意識に込められている真意に基づくものである。詳しくは「とら」を参照）。
とらと共に数々の妖を相手に戦い抜く中、互いに信頼が生まれてゆくが、それでも幾度となく衝突する事もあり、離別の危機を迎えそうな局面もあった。しかし、それらを全て乗り越えた事で周囲から「2体で1体の妖」と称されるほど、深い絆で結ばれた最強のパートナーとなっていく。獣の槍の使い過ぎで、最終的には、とらと同じ字伏になる事を覚悟しつつも心は揺らいでいたが、人間だった時のとら（シャガクシャ）の心と同化し、とらの過去を知った後は「とらになるなら、それもいい」と覚悟を決め、その覚悟と共に獣の槍の封印を完全に解き戦いに赴く。
また彼ととらを中心にして人と妖の絆は結ばれていき、ついには、うしおととらが共に己の身を投げ打つ覚悟で白面の者を倒す。打倒後再び獣化しかけるが、ジエメイとギリョウの助けにより人間に戻る。
とら
声 - 大塚周夫 / 小山力也
500年間、獣の槍に封じられていた大妖怪。虎にも似た金色の大きな体躯に鋭い爪と牙を持つ。一人称は「ワシ」。
その実力や800年前の戦で見せた勇猛な戦いぶりから妖怪の中でも一目置かれる存在で、その名を聞いただけで震え上がる妖怪も多い。年齢は2000歳を優に超え、他の妖怪に対しては大妖怪らしい威厳ある態度で接しているが、その一方で、「潮といると退屈しない」と言っている通り、潮と一緒の時は喧嘩をしたり無邪気にはしゃいだりムキになったりする子供のような面も見せる。
「とら」という名前は潮が見た目が「虎」に似ていた事から勝手に付けた呼び名で、名付けられた当初は気に入らなかったが、潮に取り憑き共に過ごす内に、かつての呼び名であった長飛丸（ながとびまる）などの名で呼ばれる事を厭うようになり、やがて「わしは、とらだ!」と自ら公言する事となる。また、長飛丸の他にも、わいら・雷獣・字伏など、多くの異名を持つ。長飛丸の名の由来は、遥か遠い所にでも一瞬で飛んでいった所からで、今でも多くの妖怪からその名前で呼ばれているが、現在はその呼び名を嫌っている。
最初は隙あらば潮を喰う為に取り憑いたのだが、自ら厄介事に首を突っ込んでいく潮と共に結果的には他の妖と闘ったり関わっていく事になる。潮とは始めはいがみ合い衝突していたものの、背を預け闘っていく内に強い心の繋がりと絆を深めていき、白面との戦いを「わしらとヤツ（白面）のタイマン」と言い切るほど、最終的には潮に対して2体で1体の片割れのような感情を持つようになる。また、潮と出会った事によって潮から色々なモノを喰ったとらは、白面打倒後に自分を喰えと叫んだ潮に対して、満面の笑みで　「もう…喰ったさ。ハラァ…いっぱいだ」と満ち足りた思いで告げている。
「喰ってやりたい者」の順序は、一番が「うしお」で、次が「真由子」であり、潮を「メイン」と考えた上で、真由子を「デザート」と呼んでいる（真由子を先に喰ってしまうと、潮が死ぬほど激怒して槍を持って追いかけ回して退治してしまうだろうと踏んだため）。潮と真由子に対する態度は他の人間や妖怪に対するそれとは一線を画しており、彼らを侮辱した九印やたゆら等には怒りを顕にし、鏡魔の時は目の色を変えて一撃で滅ぼしたり、遠野では潮の命を助けるのと引き換えに鎌鼬兄妹に力を貸し、なおかつ遠野中の妖怪に殺されかけた潮を庇い、彼の処遇をめぐる賭け試合に自ら参じた。
女性から慕われる事も多々あり、鳥妖や真由子、鎌鼬のかがり達から恋にも似た想いを抱かれている。空屋敷に滞在した折、イズナ達の作戦により、かがりと一緒に街へ買い物に出掛けたり、真由子から強く促されて彼女を喰う事を条件として結婚式の真似事に付き合ったりした事もあるが、作者曰く、とらは闘争本能が一番強いのでいわゆる恋心はなかった。ただ、恋よりも強い心のつながりは求めていたという。 
性格は好奇心旺盛で、500年振りの世の中全てが物珍しく、何にでも興味を持って触っては騒動を引き起こしていた。特にTVとハンバーガーは気に入っていた様子であった。普段は姿を消していて、周囲の人間には見えないが、霊感のある者や一部の子供には消えていても見えてしまう事がある。潮を喰おうとする度に獣の槍に阻止されるのがお決まりのパターンである。獣の槍に封じられる前は通常の妖同様、気の向くままに人間を喰らっていたようだが、本編では潮がそれを一切禁じ、また現代人が身に着けている装身具や香水の臭いを不快に感じた為に人を喰う事が出来ずにいた。そんな中、真由子の勧めで食べた「てりやきバーガー」が好物になる。
戦闘能力は高く、飛行機を持ち上げるほどの怪力を持ち、鋭い爪と牙、口から吐き出す火炎、身体から発する雷など多彩かつ強力な武器を持つ。また、空を飛ぶことができ、陸上を時速300キロ近い速度で走っても息一つ切らさない。人間そっくりに化ける、髪の毛を自在に変化させるといった能力や、身体を真っ二つに斬られたり手足を切断されても死なず、そのまま動ける強い生命力を持つ。2000年以上もの間、一人で生き抜き様々な強敵と闘い修羅場を潜り抜けてきただけあって、その精神力も強靭である。
単身挑んだ対白面戦においても、背後を守る潮を欠いた事によって、己の弱さが露呈する事となり敗北してしまうが、その後、真由子に背中を押され、自身が既に潮を認めており大事に思っていた事を知り、潮の元へと赴いたとらは再び潮と共に白面打倒を目指す。
戦闘経験や知識は豊富で、妖怪や様々な術に関する深い知識を披露することも少なくない。力押しで勝てる相手は力押しで行くが、一筋縄でいかない相手は戦いながら長年の経験を活かして弱点を見極め、そこを突くといった高度な戦い方もできる。自分と潮を狙ったハマー機関等、得体の知れない相手に対しては、その場で相手を打ちのめす力があるにもかかわらず潮の居場所を突き止める為に、わざと敵方に捕まったり、麻子に協力を求めたりと機を伺いながら慎重に行動していた。自分の毛を身に付けた人間はステルス機能が備わるようになっており、たゆらとなどかを相手にした時も、自分の毛で作った当座の皮を着て真由子に化けて別行動をとった時にも相手に臭いで気付かれる事もなく、ハマー機関の基地内に潜入した際に、麻子に一本渡した時には監視カメラから映らないだけでなく、毛を引っ張ると身に付けた人間の居場所がすぐに分かるなど様々な機能を備えている。また未知の武器や術を駆使する人間との闘いでは妖怪相手より苦戦することが多いが、相手の戦法を見抜いた後は反撃に転じており結果的に人間相手に完敗した事はなかった。自分の実力にはプライドがあり最強妖怪を自負しているが、一方でシュムナなどの面倒な相手からはあっさりと逃げ出すこともあり、あまり勝負にこだわる性格ではない。他人に対して恨みを持つようなことも好まず、遠野の賭け試合で潮の母への恨みを何度も口にする一鬼をあざ笑い、「自分らの力が弱いのを人間の女ごときのせいにして、しかも直接やらずその息子にあたる根性が気に入らねえ」と痛烈に批判して叩きのめした。過去に戦ったことがある流や鏢とも、成り行きとはいえ協力して共通の敵を倒した事もある。
元はシャガクシャという名前の一人の人間であった。彼は獣の槍の初代の使い手にして、白面の者の現身を生み出した人間でもある。
字伏になってからは人の時の記憶は失くしたが、潜在的な白面への激しい憎しみは消えなかった。しかし、潮と出会った事により、他の字伏のように憎しみに支配される事はなくなり、最期まで「とら」のままでいる事ができた（とらは潮と出会い彼から色々なものを喰った為に強くなり、それ故に過去の憎しみから解放され白面と化す事もない。と、他の字伏は告げている）。最終決戦から半年後のエピローグにも姿はなく、潮や真由子が彼のことを思い出して涙を滲ませる場面もあるが、最後に語り手となった雲外鏡が「妖はいつかは蘇る」と読者に告げており、いつの日か潮たちと再会できる希望も描かれて物語は幕を閉じる。
人間時代の詳細は後述のシャガクシャを参照。
中村 麻子（なかむら あさこ）
声 - 天野由梨 / 小松未可子
潮の幼馴染。中華料理店「青鳥軒」の一人娘。
気が強く快活な性格だが、その一方で母性本能が強く、世話好きな一面を持つ。ただし世話焼きが過ぎて、「お節介」になってしまうこともしばしば。正義感も非常に強く、理不尽な暴力を振るう相手を決して許さず、子供や弱者を守るためならどんな相手でも立ち向かう勇気を持っている。真由子とは無二の親友で、彼女の為には命を賭ける場面もあった。海の家で働く祖父（声 - 佐藤正治 / 水内清光）と祖母（声 - 上村典子 / 津田匠子）がいる。苦手な科目は地理。
特殊な霊力などは持たないごく普通の少女だが、持前のバイタリティで妖怪相手にも臆することなく行動する。運動神経や洞察力にも優れているようで、潮ととらの早朝ケンカを迅速に止めたりもした。父から手ほどきを受けて空手の心得もあり、大人相手に戦っても引けを取らず、HAMMRの刺客に襲われた際に一瞬のスキをついて、屈強な大人の男性一人をハイキックでノックアウトしている。とらにさえ、ただ者ではないと言わしめた程である。
似たもの同士と言われる潮とは昔から喧嘩ばかりだが、お互いにとても大切に思っており、実質的には相思相愛の関係である。潮との仲はクラスメートや両親からも半ば公認となっている様子だが、幼馴染の関係が長かったこともあって素直に表現できず、憎まれ口を叩いてしまうことも多い。普段は周囲への人当たりは良いが、潮とのことを冷やかされたりするとムキになって周囲に刺々しい態度をとってしまい、初対面の檜山勇と険悪な雰囲気になったり、親友の真由子に諌められたこともあった。ただし、潮が他の女の子と親しげにしているときなどは焼きもちを焼いて機嫌が悪くなるなど、普通の女の子らしい面を見せることもある。また、槍の使い過ぎで獣になりかけた潮を救うために危険を冒したり、潮を信じて時速数百キロものスピードの一角から飛び移ったり、妖怪さとりとの辛い戦いの後で泣きじゃくる潮に寄り添ったりと、少しずつ気持ちを表現できるようになっていった。
物語終盤では潮へのプレゼントの為に礼子に手芸の手ほどきを受けるなど、自分の気持ちに素直になろうとついに決心するが、直後に潮ととらの記憶を白面に奪われてしまう。その後は自身の記憶から消えた潮に対し頑なな態度を取り続けていたが、記憶を失いながらも潮への想いは消えておらず、やがて明確に「あいつが好き」と己の気持ちを自覚するに到り、記憶を奪われながらも潮の強い心の支えとなり、獣の槍の破片によって自分の頭に憑りついていた婢妖が退治され、本来の記憶を取り戻し遠くから潮を応援する。最終決戦の後は、普通の生活に戻り登校する潮をはにかんだ笑顔で迎えに来ているシーンがあり、彼との良い関係が続いていることが示唆されている。
井上 真由子（いのうえ まゆこ）
声 - 冬馬由美 / 安野希世乃
麻子と同じく潮の幼馴染の少女。麻子とは大親友で対照的におっとりのんびりしている天然とも言える性格だが、いざという時には恐怖に立ち向かう強い意志を見せる。物語が進むにつれ、徐々に怪異に巻き込まれていく。面倒見も良く、ある事件を通じて親しくなった天涯孤独の少年である引狭霧雄を助けてくれたお礼も兼ねて自分の家へと引き取っている。養子縁組はしていないがキリオとは姉弟のような絆を持ち、最終決戦でも共に戦った。父（声 - 最上嗣生）と母（声 - 北西純子）がいる。
最初は潮に想いを寄せていたが、麻子の潮への想いを知り、潮、麻子とを含めた3人の関係が崩れることを望まず、その想いを表に出すことはなかった（しかし、初めて会った小学生の頃は粗暴で無愛想な潮に少々苦手意識を感じていた）。その後、ハンバーガー好きという共通点がある事や、幾度か危機を救ってもらった事もあり、次第にとらに対して恋にも似た想いを抱くようになる。婢妖によって麻子と同じく潮ととらの記憶を奪われたが、ジエメイの力で記憶を取り戻し、須磨子と共に白面の者を捕らえる結界形成に尽力する。
とらに頼んで婚礼の真似事を行おうとした時も、真由子の強引さに閉口しつつ「おめーが喰えるなら、誓ってやらぁ」と、条件を付けて口走ったとらに対し「私、とらちゃんに食べられる。だから誓って」と笑顔で答えていた。終盤では潮には言えなかった「好き」という言葉をとらには伝える事ができた。
既に独立した兄がおり、彼は少なくとも正月には実家に帰っている。奇怪なデザインの骨董を好む父の影響か、ペナントや不気味な人形（陰陽人形など）を集めるのが趣味。本が好きで、学校では図書委員長を務める。ポエムなどの文章作りが好きだが、童話のつもりで書いていた物がいつのまにかホラーになってしまうなど、センスにズレがある。
ごく普通の女の子だったが、実は初代お役目ゆき（ジエメイ）から端を発する日崎家の子孫で、後に四代目の「お役目」として覚醒する。なお、彼女が妖に対する恐怖心に押しつぶされないメンタリティを持つのは、能力とは無関係であり、彼女自身が持つ気力故である。
テレビアニメ版では自分の携帯電話の着信音に気づかないなど、やや注意力に欠けている面が追加されている。
蒼月 紫暮（あおつき しぐれ）
声 - 青野武 / 藤原啓治
潮の父。潮が獣の槍を抜く前までは、ごく普通の住職のように振舞っていたが、その真の姿は光覇明宗最強クラスの法力僧。年齢は物語開始時47歳。得意技は、武法具・千宝輪を用いた最大の法術である「巍四裏（ぎしり）」。
現在は家族思いの優しい人柄だが、若い頃は修行熱心であったにもかかわらず、己の寺に伝わる獣の槍の伝承者に選ばれず、槍を手にできない苛立ちから荒れており、しかも周囲の法僧たちからでさえも凶羅のように破門になるのは時間の問題とさえ言われていた程であった。また、若い頃は大変な大酒飲みであったが、潮が生まれてからは絶っている。その時分にある里で、三代目お役目の日崎須磨子とそうとは知らずに出会い、心を通わす。またそれにより己の傲慢と不明を自覚し法力僧、人間として一皮剥ける事となる。その後、二代目お役目の日崎御角に引き合わせられて祝言を挙げ、潮をなす。普段は潮をいじるなど不器用な愛情表現をしてはいるが、獣の槍の伝承者としての潮に対しては限りなく冷徹な対応をする（しかしその態度にも試練を乗り越えねば潮は生き残れない、潮なら乗り越えられるという深い愛情と信頼が根底にある）。おそばのタマゴはあとでつるんと飲むために取っておく派。また、長年様々な修羅場を潜り抜けてきたため、青函トンネル内で乗っていた寝台列車が山魚の襲撃を受け、逃げ場もなく不安になってパニックになるあまり、守ろうと戦う自分達を感情任せに責め立てる乗客たちのあまりの身勝手な振る舞いに、流石の潮も憤慨して反論しようとした所を「彼らの立場を考えれば無理もない」と諌めるなど、如何なる時も冷静に対応し相手の立場に立って物事を考える事も出来る。
寺の名は「光覇明宗大日派・恩施山覇風寺・芙玄院」である（恩施という地名は外伝「永夜黎明」でも見られる）。寺は光覇明宗の所有であるため、住職の子息であっても光覇明宗の僧侶にならないと、居住することはできない。なお、光覇明宗の僧侶は妻帯可能である。旭川の寺では兄弟が住職をしている。
鏢（ひょう）
声 - 若本規夫 / 浪川大輔
呪符（お札）の力を用い、金をもらって妖を退治する（その存在を禁ずる）符咒士の男性。鏢とは字（あざな）で、彼の愛用する武器鏢（正確には紐で結んだ縄鏢と呼ばれるもの）に由来する。
その右眼は失われており、青紫水晶を磨いてできた翠竜晶を埋め込んで目の代用としている。この目は「浄眼」と呼ばれ、あらゆるまやかしを見破ることができ、妖怪の姿をも見ることが可能。更に一種の暗示をかけることもできる。
15年前は中国広東省に住む、町の薬屋に通うごく普通の男であったが、ある夜、自分の帰りを待つ妻と娘が妖により無残に殺害されたことで、復讐を決意する。迷いこんだ桃源郷での道術修行の後、元の名を捨て右眼と妻子を奪った妖を執拗に追う。目的を達するためには手段を選ばず、感情を表に出すことも少ないが、更生する余地のある妖怪はこっそり見逃すなど、フレキシビリティも持ち合わせていて殺戮主義というわけではない。ただし、子供や女性を殺したり傷つける者に対しては、人間だろうと妖怪だろうと激しい怒りと憎悪を露わにして命を奪う事も辞さない。SFC版では潮の母親について僅かな情報を潮に教え、彼の旅の引き金となった。
仇によく似たとらが日本にいることを偶然知り、来日。うしおとも出会う。一度はとらを追い詰めるものの、危ういところで誤解は解かれた。後に時逆・時順のおかげでその仇の正体を知り、十五雷正法の全てを駆使した捨て身の技によってこれを倒す。自身も深手を負っており、戦いの中で守り抜いた母子に看取られながら安らかに妻子の元へ旅立った。

## 過去のキャラクター
ジエメイ（決眉）
声 - 花澤香菜（テレビアニメ版）
ギリョウの妹。溶鉄の中に自ら飛び込むことで獣の槍を誕生させ、その後は霊魂となって白面の者を追う。空から落ちて来た初対面の潮に対しても人見知りする事なく親身になって接するなど快活な性格をしているが、父の造剣に役立ちそうな薬草が生えているからといって、人を襲う妖怪が出没する場所に一人で出向くなど向こう見ずで無鉄砲な一面がある。
平安時代の日本に生まれ変わった際には、ゆきという名の白拍子となり、法力僧をも上回る強大な結界能力と前世の記憶を有していた。800年前の白面の者との戦いで陰陽師・妖怪達とともに白面を退けた後、沖縄沖で白面の者を封じる初代の「お役目」（結界守護者）となった。その後、“役目”を日崎御角に譲り、死して再び霊体ジエメイとなる。
ギリョウ
声 - 宮野真守（テレビアニメ版）
ジエメイの兄。獣の槍を打った古代中国の鍛冶師。元は優しく温厚な家族思いな性格の好青年だったが、両親を白面の者に殺され、さらに唯一残された妹も死なせてしまった自責の念から、ジエメイが飛び込んだ炉から取れた少量の鍛鉄から白面への深い憎しみを込めて獣の槍の刃の部分を打ち、その肉体は獣の槍を作成する際に槍の柄と化した。その時に出会った潮の我が身の危険を顧みずに自分達を助けた勇気や、暗黒の邪法により母の髪を供物にして父と共に精魂を込めて造り上げた神剣が、白面の者に対して何の役に立たなかった事に自暴自棄になって乱心していたところを傷つきながらも止めた優しさ、そして落ちていた槍を手にして白面の者に立ち向かって行った強さに惹かれ、槍の柄の部分に潮の名前が刻まれる事となった。
槍となってもその憎しみと心は消えず、槍の使い手の心に直接“声”を送り続ける存在となり、獣の槍を手にした者に白面への強い憎しみを抱かせる。使い手が獣の槍とより一体化してくると、白面の者や妖への怨嗟と憎しみの声を上げながら血涙を流し、口から炎を吐いて槍を鍛え続ける姿が心の中に現れる。
白面の者を滅ぼしたことで獣の槍という器から解放されるが、ジエメイと共に失われた潮の魂を補うために同化する。
チェンポン
声 - 関口英司（テレビアニメ版）
ギリョウとジエメイの父親。かつては宮中に召抱えられていた腕利きの刀鍛冶だったが、親族が国王に反乱を起こしたことによって、家族ごと都から追放されてしまい、郊外で暮らしていた。追放とはいっても一族のほとんどが殺された中で王の覚えがよかったゆえの温情処分であり、その後、国王が白面を倒す神剣を集め始めたのを再び認められる絶好の機会と奮い立ち、最高の神剣を作ろうとしていた。
息子のギリョウと妻コウシの協力を得て、自身の最高傑作の剣を作り上げて宮中に参上するが、王の后に化けていた白面がその場で正体を現してしまう。自身の剣を信じて白面に挑むも、剣は砕け、返り討ちとなってしまった。
コウシ
声 - 櫻井智（テレビアニメ版）
ギリョウとジエメイの母親。神剣を造ろうとする夫の成功を誰よりも願い、剣を完成させるために自らの美しい髪を惜しげもなく差し出す献身的な女性である。
神剣を奉じに宮中に赴く夫に同行するが、現れた白面によって目の前で夫を殺される。呆然としているところを、続けて白面が吐き出した業火を浴び、一瞬で上半身を焼き尽くされ、即死した。この時、白面の前で動くことができたのは潮のみである。白面の者打倒後、夫や子供達と共に霊体の姿で潮を祝福していた。
シャガクシャ
声 - 小山力也 / 幼少期 - 林勇（テレビアニメ版）
潮が意識のみ遡った時の中で見た巨躯の男。2500年前の古代インドの人物。
生後すぐに白面の者が実体化するための依り代とされ、その際に彼を残し周囲にいた両親を含む人間は全て命を落とす。その事から周囲から「呪われた子」として忌み嫌われ恐れられ、憎しみに満ちた獰猛な性格として育ち、ずっと一人で生きていた。憎しみを糧としたその圧倒的な強さから、小国の将軍となり過去を知らぬ人々から慕われる存在になるが、貴族たちからは自分達より人気者になった事で僻みから嫌味を言われるなど決していい事ばかりではなく、その後も民衆を憎悪する心は消えなかった。が、少年従者ラーマとその姉との束の間の触れ合いの中で、生まれて初めて安らぎを覚える事となる。しかし戦乱の中、ラーマの姉を匿う逃避行の中で敵国兵士の待ち伏せに遭い彼女は死亡。その際の怒りと憎しみを喰らい彼の右肩から実体化して生まれ出た白面の者に、国もろともラーマも殺されてしまう。
ラーマの死に慟哭し長年白面と同化していた為に不死の身となった彼は、白面の者に対する激しい憎悪・怒り・復讐心と白面の者を生み出してしまった自責の念により、数百年の時をかけて白面を追う事となる。そして中国の霊山深くに封印されていた獣の槍の最初の使い手となり、獣の槍に魂を吸い取られた後は妖怪・字伏（とら）と化して人間の頃の記憶を失う。しかし、外伝漫画にて500年前に草太郎との共闘中にラーマ姉弟の事が脳裏をよぎるなど、完全に失っている訳ではない。
人であった時、いつの頃からか己の頭の中にいる者（うしお）の存在には気付いており、中国の霊山で獣の槍の封印を解く寸前に「機会があったら、また逢おう」と別れの言葉を告げている。
ラーマ
声 - 佐々木望（テレビアニメ版）
シャガクシャの従者の少年。一人称は「俺」。どこか雰囲気が潮に似ている。シャガクシャの強さに憧れており、姉共々彼を恐れず普通に接する。しかし、白面が実体を持って誕生した際、その正体を認識することなく白面の火炎により身体を焼かれシャガクシャの腕の中で息絶えてしまう。
ラーマの姉
声 - 桑島法子（テレビアニメ版）
名前は不明。一人称は「アタシ」。町で男たちに絡まれていたところをシャガクシャに助けられた。どこか雰囲気が真由子に似ており、美しく聡明な女性で「憎しみは何も実らせない」ことをシャガクシャに説くが、皮肉にも彼女の死によって頂点に達したシャガクシャの憎しみが、最悪の妖である白面を生み出す事となるが、その一方でシャガクシャがこの言葉を理解するのには三千年もかかった。
危ない時には「シャガクシャ様のお口の中に隠れている」という言葉は、後に字伏（とら）となった彼が、いいと思う人間に示す「喰ってやる」という言動を暗喩するものとなっている。

## お役目様（おやくめさま）
強大な結界を張る能力を有している女性。また、その「役目」を果たす者達の総称でもある。訳あって白面の傍で結界を張り続けているが、事情を知らない妖怪たちからは「白面の者に味方する裏切り者」として恨まれている。
お役目に在任している間は一切年を取ることはなく、役目を後継者に譲った後ゆっくりと年をとっていく事になる。
初代の「ゆき」が力の限界を迎えたあと、日崎御角→蒼月須磨子と代替わりしている。四代目は真由子が就く予定であり、白面の者との最終決戦では須磨子とともに結界を張った。
生前のジエメイ、四代目予定者である真由子を含めて穏やかな性格ながら、自分のペースで物事を進め、凶暴な性の者すらなぜか逆らえず言う通りにしてしまうという奇妙な共通点がある（蒼月紫暮曰く、須磨子は「ニコニコした笑顔で本当に押しが強い」）。
ゆき
平安時代の白拍子で、ジエメイの生まれ変わり。
妖怪たちと共闘して白面の者を沖縄の海まで追い詰めるが、日本を支える「要（かなめ）」に逃げこんだ白面を見てしまう。そのため、やむなく白面の傍でその動きを封じるための結界を張り続ける「お役目様」になった。400年後に日崎御角に役目を譲り渡す。
役目に着く前に子を残しており、その血筋は日崎家（蒼月須磨子、井上真由子ら）に伝わる。
日崎 御角（ひざき みかど）
声 - 山崎和佳奈 / 折笠富美子（晩年期 - さとうあい）
ゆきの400年後の子孫。元々貧しい村の百姓娘だったが、二代目の「お役目様」として白面の者を長い間封じてきた後、蒼月須磨子と交代してからは光覇明宗の指導者的役割を担うようになる。孤児だった和羅と凶羅の親代わりでもあり、さすがの凶羅も彼女の前では素直になっている。役目を退いたあともその力は健在で、明治時代には妖怪飛頭蛮を封じている。しかし、内心ではお役目様になるために夫や幼い2人の子供（声 - 西野陽子〈娘〉 / 相川奈都姫〈息子〉）など家族を始めとする多くのものを捨てざるを得なかった事に心を痛めていた。そのこともあってか和羅と凶羅の2人には養い親として愛情を注いで育てた。
彼女の残した子が日崎の血筋を伝えたので、蒼月須磨子及びその子である潮や井上真由子の遠い先祖に当たる
「くらぎ」が光覇明宗の総本山を襲撃したとき、駆けつけた潮と語らった後、最後の結界を放ってこれを倒し、自らも力尽きて倒れる。法力僧たちへ後の混乱を予感していたかのような言葉を遺し、潮の腕の中で静かに息を引き取った。
テレビアニメ版では、くらぎとの戦いで「縫い針と糸」のような結界を操り戦った。
蒼月 須磨子（あおつき すまこ） / 日崎 須磨子（ひざき すまこ）
声 - 坂本真綾（テレビアニメ版）
ゆき、御角の子孫で、江戸時代に生まれ、現在に至るまで結界を張り続ける三代目の「お役目様」。
あるとき、「潮」と名づけた自分の息子が「獣の槍」を振るって戦う夢を見る。その話を聞き運命を感じたジエメイによって2年間だけ「お役目」の任から解かれ、外界に送り出された。その際に蒼月紫暮と出会い、妻となった彼女は潮を産むことになる。そして潮が物心つく前に姿を消した。妻（母）の重い運命を息子に背負わせたくない親心から、紫暮は潮に「母は死んだ」と嘘を教えてきた。しかし、槍を手にして妖怪と戦うことになった潮は、彼らの口から母が生きていることを知り、真実を知るための旅に出ることになった。
その後、神野率いる西の妖怪群が単独で白面に戦いを挑んだ事件で、彼らを助けに来た潮を目前にする。だが、白面を前にした獣の槍の暴走などもあって再会は果たせなかった。また、そのとき妖や潮たちを救うために力を大きく使ってしまい、結果、白面の復活が早まることとなる。
潮との再会後、復活した白面の者との決戦では、四代目の力を持つ真由子と協力し、自身の力を含む様々な結界の力を集約し、白面の者を閉じ込めるための大きな結界を作った。しかし、何年も海の底で白面を封じる孤独な戦いに身を置いていたためか、コミュニケーションが不得手な部分があり、息子の潮に対してもハイハイをしていた頃の姿しか知らず、思春期の難しい年頃に差し掛かった息子に対してどう向き合えばいいのか分からず、頭を撫でる時も態々断りを入れるなど母親として立ち振る舞いが分かっていない部分があった。母親以前にお役目様としての責任感が強く、白面が復活した際には一緒に逃げようと言う潮を引っ叩き（この時、白面が放った記憶を食べる婢妖によって、知り合いの人妖たちが自分に関する記憶を失ってしまい、彼らから冷たくされたり時には刃を向けられたり流には裏切られるなど、不幸続きで精神的にかなり追い込まれており、物心ついてから初めて母親と会った事で緊張の糸が切れてしまっていたのもあるが）、色々溜っていた彼の鬱積を爆発させて暴走させ、とらとの一時的な決別の遠因を作ってしまった。
初代から彼女まで「お役目」は先祖と子孫の関係にあったが、彼女は婚姻する前に「お役目」に着き、現代で潮を産んだ為、彼女と真由子だけは同じ日崎の血を引くとは言え、直接の先祖と子孫の関係ではない。
白面の者が滅んだ後は「お役目」を解かれたらしく、十数年ぶりに紫暮の妻として納まった姿が描かれている。なお、潮の眉の形は母親似である。

## 光覇明宗
表向きは仏門の一派であるが、人間に災厄をもたらす妖退治を使命とする戦闘組織としての一面も持つ。それに伴い、主戦力たる法力僧の養成や強力な武法具の開発に力を入れている。最大の使命は「白面の者」の抹殺であり、「獣の槍」についても潮が手にする以前からその存在を把握し、監視を続ける一方、それを手にして戦うための「伝承者」を養成していた（獣の槍が500年ぶりに世に出た時点の伝承者候補は4人）。伝承者候補とはいうものの、光覇明宗が自主的に優れた霊能者を育成しただけで獣の槍側からは全く関知しない。当初は平凡な子供である潮が槍を手にしたことに危機感を抱き、潮から槍を奪い、とらも滅ぼそうとしていたが、次第に潮ととらの実力を認め、2人を全面的にバックアップしていくようになる。仏門としての宗派は不明だが紫暮のような有髪僧もおり、規模は大きく、寺院数九千、信徒数六百万を誇る。総本山は奈良県と和歌山県の境に存在する。
和羅（にぎら） / カズオ
声 - 柴田秀勝（テレビアニメ版）
光覇明宗を束ねる大僧正。本名はカズオ。元は孤児で、兄の凶羅とともにお役目様（日崎御角）に育てられた。兄弟仲は良かったらしい。顔には凶羅との法力比べの事故による大きな火傷の痕がある。
四師僧（よんしそう）
大僧正・和羅に次ぐ地位にあると思われる4名の僧。それぞれが獣の槍伝承者候補を擁している。
丸顔が正智で関守日輪を担当、痩せ顔が成宗で秋葉流を担当、最も大柄なのが境知で杜綱悟を担当、やや大柄なのが妙観で引狭霧雄を担当。
自分たちが総力を上げても解けなかった蔵の封印を法力僧としての修行すらしていない一般人である潮が易々と解いて獣の槍を手にした事実が受け入れられず、その上封印されていた妖怪・とらが退治される事なく潮に纏わりついているという事への危険性に危惧を覚えて、それらを排除するために独断で若い法力僧や凶羅を刺客として差し向けた。紆余曲折を経て潮が獣の槍の正統伝承者と認められてからはバックアップするようになる。
関守 日輪（せきもり ひのわ）
声 - 水樹奈々（テレビアニメ版）
獣の槍伝承者候補の一人。女性であり、櫛を使って戦う。
優れた力を持ちながら父親の「お前が男だったら」という言葉の為に自分が女であることにコンプレックスを持っており、それを克服するために獣の槍の伝承者になることに執着していた。また、相手からそのコンプレックスに触れられると頭に血が上って口より先に手が出てしまう傾向がある。
当初は使命感もなく成り行きで槍を振るう潮に強い怒りを抱いていて、それまでの戦いにおける彼の無責任ぶりや落ち度を糾弾したあげく槍を取り上げてしまう。しかしその直後に槍を狙う大量の婢妖に襲われ、頼みの槍も力を発揮せず危機に陥ったところを潮に助けられる。それからは潮を多少なりとも認めるようになった（それでも基本的にお調子者で非情になり切れない彼には厳しく当たる）。
その後はキリオが槍を破壊しようとしている件で潮と共闘したり、白面との最終決戦の折には結界を張るために無防備になっている僧達を婢妖や黒炎から守ったりと、光覇明宗の主力の一人として活躍。槍の伝承候補者に選抜されてからはいつ死んでもいいように命を捨てる覚悟を秘めており、メイ・ホーに一瞬の隙を付かれて寄生され操られるがままに潮を殺そうとした時や自分や流が斗和子の操る木偶人形のゴーレムに囚われの身となった時には、必死で抵抗し潮の命を守るべく自決しようとするなど強靭な精神力を持つ。
潮との交流を通じて、自分らしく生きることの大切さに気付き、槍への執着や女性であることへのコンプレックスから解放され、最終決戦では「私は日輪。関守日輪だ」と晴れ晴れとした顔で戦いに赴いている。
秋葉 流（あきば ながれ）
声 - 細谷佳正（テレビアニメ版）
獣の槍伝承者候補の一人。武器は錫杖と独鈷（どっこ）。特技は独鈷を使った結界術で、気付かれないうちに妖怪の動きを封じたり退路を断ったりする。また、瞬時に相手の弱点を見抜き、最良の戦略を立てる頭脳も大きな武器になっている。
潮とは婢妖との戦いで協力して以来、その人柄を気に入り、よき兄貴分として何度も力を貸している。また、とらを過去の凶悪な振る舞いから当初は、その素行を疑っており、滅ぼそうとして返り討ちにあうも逆に強い関心を示すようになる。その一方、伝承者ながら獣の槍にはほぼ無関心である。
幼少の頃から本気を出さずして何でも出来てしまう天才だったが、その事によって達成感というものを得られない人生につまらなさを感じただけでなく、絶えず周囲との軋轢にさらされていたため、いつも飄々として本気を見せない態度を取っていた。しかし潮と出会ったことから、自分の本気を発揮できない虚無感を隠したまま生きることに疑問を持ち、最終決戦の折に突如として白面側につく。その真意はそれまで隠していた本当の自分の姿を潮に見せることと、全力を出せる相手と認めたとらに戦いを挑むことだった。
潮が母親を助けに結界のもとへ向かう途中に立ち塞がり、とらと念願の激戦を展開。最初はこれまで隠していた不動金剛力などの法術を繰り出してとらを驚嘆させ、得意とする独鈷と結界術も駆使してとらを苦しめる。そして動きを封じたとらの前で、本当の自分も知らずに一途に信じる潮を嘲笑するが、それが潮に本心を明かせない負い目の裏返しであることをとらに見抜かれ、さらに本気で反撃に転じたとらに圧され始める。一度はとらに倒され、負けを認めて引くように諭されるが、なおも立ち上がり、光覇明宗の最強単独降魔捨法「月輪」で最後の勝負を挑む。だが、それもとらに受け切られた後に全力の反撃を受けて致命傷を負い、ついに力尽きて敗北を認める。最後に自身の苦悩と複雑な思いをとらに吐露した後、全ての力と本心を出し切ったことに満足感を抱きながら「風がやんだじゃねぇか」とつぶやき絶命した。彼の死は白面の者に利用され、潮ととらとの間に亀裂を生んでしまうことになるが、後の最終決戦では冥界の門から白面との最終決戦中の潮のもとに魂として現れ力を貸す。その際には潮と出会ったことで本当の自分を取り戻せたと感謝を告げていた。
単行本の巻末のおまけクイズにて、全裸のままアクロバティックな体勢でバイクに乗って登場するシーンが描かれており、読者の間で話題になった（読者の一人は、計3回の作者サイン会訪問で上半身・尻から太もも・ひざ下と描いてもらい、ついに全身像を手に入れた）。
杜綱 悟（もりつな さとる）
声 - 逢坂良太 / 幼少期 - 鷄冠井美智子（テレビアニメ版）
獣の槍伝承者候補の一人。人格・能力共に最も伝承者に近いと言われた男で周囲の人望も厚い。
法力に加えて陰陽道にも長け、蛭蠱（ひるこ）などの式神を使うことができる。幼少のころより潜在的に強い法力を持っていたが、逆上すると自身の力をコントロールできなくなる欠点があり、かつて純を襲った妖怪を一撃で粉砕して滅ぼしたが、その凄惨な姿から彼女をひどく怯えさせてしまったことがあった。そのことを非常に悔いており、二度と妹にあんな思いをさせまいと厳しい修行で自身を鍛え上げた結果、若い法力僧の中でもトップクラスの能力の持ち主となった。
潮が獣の槍の使い手であることを知ったとき、自覚のないまま心の底に嫉妬の気持ちを抱いてしまう。その隙を突かれ体内に侵入した婢妖に精神を支配されて潮たちを襲ったが、妹の純と潮の協力によって助かる。その際には純の口から過去に助けられたことへの感謝を伝えられて悔恨も解けた。それ以来、潮には非常に感謝と好意を持っている。
くらぎの総本山襲撃の一件で獣の槍伝承者として自信喪失しかけ獣の槍なしでも強くなりたいと申し出た潮に、死法「空骸の糸」の試練を通して「穿心」の心得を伝授し、槍から離れるのではなく、槍とともに強くなってゆくことこそ正しい道だと諭した。
整った顔立ちだが色恋には疎い。だが大事な妹の純の事はよく見ていて彼女の潮への好意に気づき、潮なら純を嫁に出してもいいと思っている。
最終決戦時は式神を使い、純とともに、結界を張る僧達の護衛にあたる。
杜綱 純（もりつな じゅん）
声 - 高垣彩陽（テレビアニメ版）
悟の2歳下の妹。兄を慕っている。兄を差し置いて獣の槍を手にした潮を憎んでいたが、兄の心を取り戻すために身の危険を冒して戦った潮を見て好意を持つようになった。潮に厳しい日輪とは反発しあっている。なお、獣の槍の伝承候補の選から漏れたとはいえ、300日にも渡る過酷な山岳修行を乗り越えた優秀な法力僧であり、法力に関しては通常の僧の何倍もある。
先述の「空骸の糸」の試練では「穿心」の口伝を潮に教え、最終決戦で憎しみを乗り越えた潮は、その口伝を再度思い出しつつシュムナを打倒した。
引狭（いなさ）
声 - 坂口候一（テレビアニメ版）
もとは光覇明宗の上位師僧だったが、白面に対抗するための力を生み出すことに固執するあまり、西洋の「魔道」に手を出して破門された。謎の女「斗和子」の協力を得て研究を次々と成功させ、エレザールの鎌、ホムンクルス、マテリア（キリオ）などを次々と生み出した。最後には白面の眷属である斗和子に騙され利用されていたことを悟り、後悔の果てに自ら命を絶つ。後に潮たちが獣の槍を取り戻すために彼の館へ侵入した際には、ミイラと化した彼の亡骸が見つかり、手にしていた日記を読んだ潮たちは、キリオを裏で操る白面の者の陰謀を知ることとなった。
引狭 霧雄（いなさ きりお） / キリオ
声 - 潘めぐみ（テレビアニメ版）
引狭に連れられてきた獣の槍伝承者候補。
年少ながら優れた法力を持つ。さらに強力な武法具「エレザールの鎌」を持ち、ホムンクルス「九印」を従えている。実は引狭と白面の分身・斗和子によって誘拐した赤子を元に作られた法力人間「マテリア」である。
引狭の死後は斗和子に育てられ、彼女を「ママ」と呼んで慕っていた。そして言いつけ通りにくらぎを倒し、自分についた若い法力僧らを使って獣の槍を奪い、破壊する。しかし本性を現した斗和子によって、自分が白面の計略のために作られたという真実を知らされ絶望に突き落とされた。最後は自らの手で斗和子にとどめを刺すが、心に深い傷を負ったまま失踪する。その後、騙されていたとはいえ白面の者の策略に加担していたという罪悪感に苛まれ、斗和子の持っていた貯蓄を手にしつつ九印とともにあてもなく日本各地をさまよっていたところ、偶然、静岡県の浜辺で親類の家に遊びに来ていた真由子と再会する。彼女を守るために妖怪と戦ったことを通じて心の傷を克服し、そのまま真由子の家に引き取られることになった。
斗和子に育てられていたころは自分の強さに対する自信から他者を見下し、情に流される潮を弱い人間と切り捨てる冷たい性格だったが、潮や真由子との出会いによって徐々に少年本来が持つ明るさ、活発さを取り戻していく。真由子に好意を持っており彼女の支えになろうとする姿も見られるようになる。
最終決戦時には白面の放った婢妖によって潮ととらに関する記憶を失ってしまうが、強大な法力を持っており日頃から白面の達と戦う環境に身を置いていったおかげで多少は免疫があったためか真由子と同様に他の人妖達ほど正気を失わず、潮ととらに敵対する事無く助太刀した。白面の者誕生の真相を調査したり、結界の中心となっていた真由子を守り抜いたりと水面下で重要な役割を果たした。キリオは骨董のセンスがあるようで、真由子の父に気に入られており、ゆくゆくは自分のコレクションを譲ってもいいと思われている。
凶羅（きょうら） / キョウジ
光覇明宗では最強ともいわれる法力の持ち主だが、暴力的な性格のために破門となった破戒僧。本名はキョウジ。
大僧正・和羅の兄という立場にあるため破門後もその強さを買われて妖怪退治を依頼されることがあるが、弱者を救うことなど眼中になく、力を振るって妖怪を滅ぼすことにだけ興味を示す。自分の目的を達成させるためなら手段を選ばず、一般人はおろか女性に対して暴力を奮う事さえ厭わないが、孤児であった自分と和羅を引き取った育ての親であるお役目様（日崎御角）に対してだけは、「ババア」呼ばわりしながらも頭が上がらない様子。また、自分と同じように荒れていた過去を持つ紫暮とも面識があり、法力僧の中ではトップクラスの力を持つ彼の実力は認めているようで、忌々しい様子を見せながらも彼と事を構えることは避けているようである。潮が助けようとした野村少年が潮の窮地に我が身可愛さに見て見ぬふりをして、助けずに逃げ出そうとする弱さ・子狡さ・浅ましさに好感を持つ一方で、助けを求めてばかりで自分からは何もアクションを起こそうとしない弱者は嫌っている。
潮たちとは、光覇明宗の上層部から槍の奪還と「とら」の抹殺を命じられた刺客として対峙し、強大な法力によってとらを絶体絶命にまで追い詰めるが、獣の槍を手にした潮に敗れる。詳細は不明だが過去に何かしら大きな挫折を味わっているようで、敗北する事に対して異常なまでに恐怖感を抱いており「負けたヤツは死ぬしかない」というポリシー故に、自分を殺そうとしたとらを止めた潮に自分を殺すように言うが、それを拒否した潮によって生かされる事となる。そうして完全敗北を喫した上におめおめと生き永らえたという結果に人生最大の屈辱を味わう事となり、その後は2人を破ることに執念を燃やし、北海道の札幌寺院にある宝物庫に潜入し強力な武法具「穿心角（せんしんかく）」を手に、潮・とら・紫暮の乗る寝台列車に乗り込み再び戦いを挑む。しかし山魚との戦いによって勝負は中断、そのまま決着はつかなかった。
くらぎが本山を襲った時にその場に居合わせ戦うが、穿心角の攻撃も通用せず他の法力僧とともに反射された法力で動きを封じられてしまい、お役目様（日崎御角）を守りきれずその後行方不明になる。その際には「ババアがしゃしゃり出てくたばったか」と悪態はついていたが、封じられた脚を迷わず切り捨てても御角を助けに向かおうとする一面を見せていた。最終決戦時に人知れず参加し、（本人曰く）「結界のもっとも弱い部分」を1人で防衛。自身も致命傷を負わされながらも斃した数多くの黒炎の屍の上で、かつて御角に説かれた言葉や潮ととらとの戦いを懐かしく振り返りつつ、初めて自分の為ではなく他者のために戦ったことに不器用ながらも満足感を覚え絶命した。
照道（しょうどう）
紫暮の留守中に芙玄院や潮の世話を任されている僧。白面との最終決戦でも法力僧の一人として参戦していた。

## HAMMR（ハマー）
正式名称は「HEAD ANTI METAMORPHOSE MEASURE RESEARCH」（対妖怪変化測定研究所）。
妖怪を科学的に研究、分析すると同時に、対妖怪用の兵器を開発する為にアメリカ政府の命で組織された機関。当初は政府も研究に乗り気だったが、上層部が白面の者の呪いで次々と殺されたため、撤退を余儀なくされた。しかし、一部の職員は残り、強引なやり方で研究を続けていた。
開発した対妖怪用兵器「キルリアン振動器」は当初は不完全だったが、白面の細胞から産まれた妖怪との実戦データを素に改良され、最終決戦では人間側での重要な戦力となった。特に潮に託した小型キルリアン振動機「チェシャキャット」は、白面を最終決戦の場となる結界内に囲い込む決定打となった。
ヘレナ・マーコフ
声 - 津賀有子（テレビアニメ版）
大脳生理学・臨床心理学・精神分析学の専門家。ポールという一人息子がいたが、彼が難病（本人曰く「筋肉の病気」）で死んでしまって以来、科学に没頭するようになってしまう。潮ととら、そして麻子の姿に希望を見出し、麻子を庇って傷を負い自身の死期を悟り自爆する研究室に残り潮と麻子への謝罪を残し息子の名前を呟きながら死亡した。
ニコラス・ケストラー
声 - 沢木郁也（テレビアニメ版）
医療電子工学、特殊遺伝子解析、キルリアン振動理論の完成者。最初は強引すぎる研究方法で潮と敵対したが後に和解。突貫で作り上げた防護装置によって婢妖の侵入を防いでいたため、潮に関する記憶も失わなかった数少ない人間の一人。守矢を介して潮を呼び出すと「石喰いの鎧」を授けた。若い頃はボクシングの経験もあったらしく、決戦の後に潮との勝負を申し込むが、黒炎に襲撃されたハマー本部の崩落に巻き込まれ、マルコと共に生死不明となった。
マルコ・パブロティ
声 - 有本欽隆（テレビアニメ版）
思想家にして、心理研究家、超心理学の権威。ヘレナとは幼馴染みで、ニコラスとともにヘレナに想いを寄せていたようである。ニコラスとともに婢妖の侵入を防いでいたため潮に関する記憶を失わなかった。最終決戦では麻子を通じて潮に渡した小型キルリアン振動器「チェシャキャット」の発動をする活躍を見せるが、ニコラスと共に生死不明となった。

## その他のキャラクター
中村 米次（なかむら よねじ）
声 - 郷里大輔 / 木村雅史
麻子の父。中華料理店「青鳥軒（せいちょうけん）」を経営している、大きな体格と薄い頭髪が特徴の好人物。潮のことを実の息子のように可愛がっており、子供時代に母親がいないことでひねくれていた潮を立ち直らせてくれた恩人である。苗字が異なる弟と甥がいる。
白面との最終決戦の折には、沈み行く日本列島から逃げることのできない人々のために、店を開き続けた剛毅な性格の持ち主。空手の心得があり、昔は麻子や潮に稽古をつけていた。現在でも潮と組手をしたり、麻子にトレーニング器具を買ってきたりしているようである。将来は潮を麻子の婿にしたいと思っているらしいが、無造作にそのような発言をしてしまい、照れた麻子から攻撃されることも。
青鳥軒は著者・藤田和日郎が懇意にしていた実在の喫茶店「青い鳥」がモデルとなっており、本作品のアシスタント出身である安西信行の漫画『烈火の炎』にもわずかに登場する。
中村 麻沙子（なかむら まさこ）
声 - 松井摩味 / 津村まこと
麻子の母。夫婦で「青鳥軒」を営む。夫と同じく潮のことを可愛がっている。
母親がおらず、父親も多忙な潮の食生活を心配してときどき麻子に料理を届けさせているが、これは娘に気をきかせてという意図もある。料理店を経営しているだけあって料理は上手なようで、届いた料理に形の崩れたおかずがあったのを見た潮は「おばさんでも失敗するコトあるんだな」と珍しいことのように話していた（実は崩れたおかずは麻子の手によるもの）。
羽生 礼子（はにゅう れいこ）
声 - 牧野由依（テレビアニメ版）
潮の中学の同級生だが、不登校により歳は1つ上。幼馴染に間崎賢一がおり、彼を「賢ちゃん」と呼ぶ。
死して後も鬼と化し、娘に対する妄執に囚われ続ける画家の父親のことに気を病み、自殺未遂4回の“死にたがり”となっていたが、潮ととらの活躍により父の妄執から解放される。その後、本来の明るさを取り戻したようで、麻子や真由子と仲良くなる。潮には非常に感謝しており、彼が槍の使い過ぎで獣になりかけたときは危険を承知で助けに行き、クラス中の生徒が恐れて近づかない設楽水乃緒に対しても「蒼月君をいじめたら許さない」と毅然と立ち向かっている。
手先が器用で、手芸や刺繍が得意。ただしノリ出すと止まらない性分のようで、麻子の制服の裏地を一晩かけてスゴイ代物にした事がある。部屋にはぬいぐるみもあるが、その造形センスはかなり独特なもの。麻子が潮のプレゼントのために秘密で手芸を教わりたいと頼んだ時には、二人の幸せを心から応援して親身に手ほどきした。
羽生 道雄 （はにゅう みちお）
声 - 三宅健太（テレビアニメ版）
礼子の父親。故人。元は心優しく才能ある画家で潮も尊敬していたが、彼の妻が弟子と駆け落ちするという辛い出来事をきっかけに豹変。絶望して娘以外の人間を信用しなくなり、娘の礼子だけに執着するようになってしまった。その後、食事も摂らず衰弱しながら娘をモデルに描いた「礼子像」を描き上げた後に死去。その魂は鬼と化して礼子に取り憑き、彼女に近づく者に危害を加えていたが、潮との戦いで執着を取り払われ、本来の優しい父親に戻って消えて行った。最終決戦の際には鷹取小夜が開いた冥界の門から現れ、結界を破ろうと襲撃をかけてきた脾妖をかつての力そのままに粉砕。礼子や小夜たちの危機を救った。
間崎 賢一（まさき けんいち）
声 - 中村悠一（テレビアニメ版）
潮の中学の上級生。相当の番格らしく、周囲の生徒からは恐れられている。
羽生礼子と幼馴染で、彼女に鬼と化した父が取り憑いていることにも気付いていた。礼子に近づこうとする潮に対し暴力を振るって追い払おうとしたが、彼なりに潮を心配しての行動であり、最後には礼子を救おうとする潮の強い意思に根負けして真実を打ち明け、ともに礼子を助けるために戦った。
礼子が父の呪縛から解放されてからは付き合い始めた様子だが、礼子が（麻子と真由子もだが）ケガをしたと知るや薬を大量にあげたり、体育大会で騎馬戦に参加している礼子の為にズルをしたりと、かなり過保護な様子を見せていた。
父親はバイク屋を経営しており、潮がバイクに取り付いた“一角”という化け物と戦った折には、父から決して触らせてくれなかったバイクに乗ることを許され、活躍している。
ハイフォン
声 - 清水理沙（テレビアニメ版）
鏢の幼なじみ同士で結婚した妻。15年前の彼の留守中に、ある妖怪の襲撃によって、娘のレイシャとともに食い殺されてしまった。
レイシャ
声 - 沼倉愛美（テレビアニメ版）
鏢とハイフォンの娘。15年前に当時5歳だった頃にある妖怪によって母とともに食い殺されてしまった。
鏢が子供を殺した妖怪に激しい憎悪を抱くのは、このレイシャが妖怪に食い殺された自らの体験からと考えられる。
中島 タツヤ（なかじま タツヤ）
声 - 丸尾知子 / 真堂圭
海に行った潮たちにいたずらした少年。父親（声 - 江川央生）がいる。幼くして母親と死別したことから、ひねくれてしまい海水浴に訪れる観光客の鞄を海に放り投げたり、水鉄砲をかけるなど問題行動ばかり起こしていた。母が買ってくれた形見のトランシーバーをいつも肌身離さずに首から下げて持ち歩いている。
幼いころの境遇が似ている潮は彼に厳しい態度をとったが、そこから立ち直った潮も見ていた麻子は彼に優しく接したため、彼女には心を開くようになる。その後、麻子とともにボートで妖怪「あやかし」に呑まれてしまい、その中であやかしの本体に飲み込まれそうになった麻子を潮と共に勇気を持って助けた事で、少しだけ大きくなる事ができた。
桧山 勇（ひやま ゆう）
声 - 豊崎愛生（テレビアニメ版）
潮が北海道に行くために乗った飛行機にいた女の子。明朗快活で優しい性格をした少女だが、少々人の好き嫌いや感情の起伏が激しい一面があり、一度信用した人間はどこまでも信じ抜く一方で、何かの拍子で自分が大切に思っている人を誰かに傷付けられる・悪く言われる・危害を加えられる等されて自分の敵と見做すと、敵愾心を剥き出しにしてとことん攻撃的になり後先考えずに、周囲の制止も聞かずその相手を責め立ててしまう独善的な悪癖がある。ただし、自分の過ちに気付くと非を認めて謝るなど素直なところもある。
パイロットであった父を失い、その原因が厚沢にあると思い込んでいた。その後搭乗していた飛行機が衾に襲われ父の本当の仇を知り、潮と協力して衾を退治する。そのことがきっかけで、濡れ衣を着せていた厚沢に涙ながらに謝罪し、潮に好意を持つ。その後、潮が獣の槍の使い過ぎで人の形をした獣と化し、潮を元に戻すために神居古潭に集まった時も、北海道の駅で対面した温厚な鷹取小夜とはすぐ意気投合した一方で、負けん気の強い中村麻子とは相性が悪く、ついついいつもの調子で憎まれ口を叩いてしまう麻子を、幼馴染の癖に潮の事情も知らず恩人を誹謗中傷する悪辣で無神経な人間と認識して、関係が悪化し険悪な雰囲気となった。しかし、槍に操られる暴走する潮に小夜共々殺されそうになった際に、麻子が身体を張って庇うなどしてくれたのを機に、共に苦難を潜り抜けていくうちに互いの胸の内を知り2人でやんちゃもやらかす程の親友となった。
白面の者との最終決戦時終盤にて再び姿を見せ思いがけない重要な役を果たす。SFC版には未登場。
桧山（ひやま）
潮たちが北海道に向かう1カ月前に墜落したEAL524便の機長で、勇の父。墜落したのは機が妖怪である「衾」に襲われたからだった。白面との最終決戦では冥界の門からジャンボ機の姿で現れ、門を破壊しようと襲ってきた脾妖を薙ぎ払った。
厚沢 恭治（あつざわ きょうじ）
声 - てらそままさき（テレビアニメ版）
潮・勇と同乗した自衛官。戦闘機パイロット（二尉）で、元は勇の父親の部下であった。
かつて勇の父親が操縦する旅客機が妖に襲われるのを見殺しにしてしまったことを気に病み、勇の世話を焼いていた。衾に襲われ、パイロットが死亡した旅客機を自ら操縦し、負傷しながらも潮やとらの協力もあって無事着陸させた。
潮と出会った後は「特殊災害対策室」に配属され、妖関連の事件処理に従事。HAMMR事件以降は一尉に昇進しており、白面班指揮官として政府・自衛隊における妖対策の中心人物となっていた。一時は記憶を奪われ白面復活のお膳立てをしてしまうものの、白面との最終決戦においては重要な役割を果たす。
鷹取 小夜（たかとり さや）
声 - 南里侑香（テレビアニメ版）
遠野に住む少女。あの世との交信ができるという「白い髪の女」の一族で、妖怪を見ることもできる。このため、鷹取家に囚われているオマモリサマと話をして慰める役割を命じられている。
病弱で母親を除く家族からも冷遇されて育ったため、すぐに「ごめんなさい」と謝る暗い性格だったが、オマモリサマを解放するために戦った潮ととらを見て強く生きることを決意する。その後は、髪も根元から色づいてきた。潮が獣化した際も、髪を梳る役の一人として駆けつけた。
潮と関わったほとんどの人が白面の放った婢妖により記憶を消される中、独学で作り上げた結界によって婢妖の侵入を防いでいたため記憶を消されなかった。最終決戦の折には、解放されたにもかかわらず傍にいるオマモリサマと「白い髪の女」の一族に伝わる力で潮達に協力する。SFC版にはオマモリサマや家族と共に登場していない。
鷹取 明代 （たかとり あきよ）
声 - 早見沙織
小夜の母親。彼女も「白い髪の女」の一族で、小夜の前にオマモリサマを慰めていた。小夜にも優しく接していたが、短命な「白い髪の女」の宿命のために小夜が小さいころに若くして亡くなった。
最終決戦の後、冥界の門を閉じるために中に入るオマモリサマを迎えに来て小夜とも顔を合わせている。
鷹取 武衛（たかとり たけえ）
声 - 石塚運昇（テレビアニメ版）
小夜の父親。遠野一帯の大地主・鷹取家の現当主。「日留菅流」という剣術の皆伝を伝授された剣士でもある。鷹取家の繁栄のみしか考えておらず、母親（声 - 鳳芳野）とは仲が良い一方、妻の明代や娘の小夜を家族ではなくオマモリサマを慰めるための存在としか見ていない冷酷な男。倒れた小夜を助けて送り届けた潮に対しても、娘の恩人に対する礼儀もなく傲慢な態度を崩そうとしなかった。
かつて少年時代にオマモリサマから「いつかこの封印を解く者が現れる」と言われてからは、オマモリサマがこの家からいなくなることに心の底では終始怯えていた。オマモリサマを解放しようとする潮を倒そうとするも、とらの乱入により愛刀は折られ、とらの助力と小夜の反逆によって敗北。小夜の台詞から、オマモリサマの解放後はショックを受けたのか入院しているようである。
香上（かがみ）、片山（かたやま）
主にナンパを目的として大学をサボって東北地方を旅している大学生の2人組。メカニック好きな黒髪センター分けが香上で、ヘヴィメタル風ファッションが片山である。潮が青葉城で落とした金を使い込んでしまったことから、その事を脅迫材料にされ無理やり北海道行きの旅に同行させられることになった。
極度の女好きでたとえ相手が既婚者・未亡人・子持ちであっても美人であれば鼻の下を伸ばしてしまう好色漢。普段は根性無しに見えるがいざという時にはド根性ともいえる勇気を奮い、潮を助けてなまはげやオヤウカムイと戦った。2人ともナンパに明け暮れていたころの成果はさっぱりだったが、オヤウカムイ戦で勇気をふるって戦う姿が決め手となり、悲願であった彼女を獲得することになる。なお、2人とも酒はそれほど強くはない。
その後は平凡な生活を送っていたようだが、白面との最終決戦の直前、偶然麻子と出会い、間接的に潮達の手助けをすることになる。
大谷 詩織（おおたに しおり）
なまはげが好きな女の子。子供なのでとらが見え、「なまはげ」と呼んで懐いていた。4歳の時に父親を早くに亡くした事や、母の史代に似てしまったのか、引っ込み思案な性格で学校にも行きたがらず、友達もできずにいる。
妖怪「なまはげ」（猿の変化）に狙われさらわれてしまうが、潮たちに助けられる。
大谷 史代（おおたに ふみよ）
詩織の母親。潮たちが宿泊した宿の女将。若くして未亡人である。
自分達親子を狙う妖怪「なまはげ」とは、自身の子供時代、浅からぬ因縁がある。
伏戸 歩（ふしど あゆみ）
バンドをしている女子大生。沈没した青函連絡船「勇雪丸」の船長であった祖父の霊の言葉に従い連絡船に乗りに来たところで、潮・香上・片山らと知り合う。香上や片山とは同じ大学に通っている。下戸の2人と違って酒豪。
祖父が船長を務めていた「勇雪丸」が沈没したせいで、祖母や母が事故で亡くなった遺族に毎年のように頭を擦り付けるように謝るなど苦労してきたのを側で見てきたため、船や船に乗り込んでいる船員をとことん嫌っている。だが幽霊船として現れた勇雪丸の中で祖父や船員がどれだけ必死になって生き延びようとしたかを目の当たりにして蟠りを解いた。
北海道での出来事の後、片山と付き合っている。婢妖により潮の記憶を失っても、麻子の願いを叶えるために奔走する。
寒戸（さむと）
青函連絡船で知り合った老人。かつては青函連絡船「勇雪丸」の次席通信士だったが、船が沈む際にSOSを打電できずに脱出したことが心残りとなっており、現れた勇雪丸の中でSOSを打ち心残りを果たした。ミコンジキからも解放された仲間たちと共に往こうとしたが、歩の祖父である船長から「自分たちの分も生きてくれ」と告げられる。
仁礼 裕美（にれ ひろみ）
洞爺湖畔のホテルで働く女の子。洞爺湖を愛していることからサンピタラカムイによって守り神に選ばれ、オヤウカムイと戦うよう求められる。
洞爺湖での出来事の後、香上と遠距離恋愛をするようになった。
徳野 信二（とくの しんじ）
潮が北海道で出会った元ヤクザの男。北海道の故郷では小さいころから札付きの悪童で、母子家庭だったため荒れており、よくケンカや悪さをしていたため近所の人達からは鼻摘み者として忌み嫌われていた。14の時に家を出て東京でヤクザになったが、病気で余命いくばくも無くなったことから組を抜けて帰ってきた。
霧の妖怪シュムナが襲ったマイクロバスに乗っている年老いた母親を守るため、命を張って潮に協力してシュムナを倒し、息を引き取る。母親の方は薄々息子であることを感じ取っていたようである。
白面との戦いの際には霊となって現れ潮を助けた。
三上 理恵子（みかみ りえこ）、古尾 めぐみ（ふるお めぐみ）
声 - 沢井美優、押山沙織（テレビアニメ版）
潮が旭川行きの観光バスに乗っていた時に知り合った少女たち。2人ともどことなく容姿が麻子と真由子に似ており、真由子に似ているのが理恵子で麻子に似ているのがめぐみ。なお、彼女達の在籍するクラスにも、潮によく似た男の子がいるという。バスが婢妖に乗っ取られた騒ぎに巻き込まれるが、駆け付けた流ととらの機転でバスから降ろされ、暴走するバスも獣の槍の力を発揮した潮によって破壊され事なきを得た。最終決戦時もテレビを通じて応援した。
笹木（ささき）
みかど光陽中学校に通う中学2年生で、潮や麻子達の同級生。サッカー部に所属しており、容姿も良い事から女子たちからの人気も高い。いつも一緒にいる邪魔者の潮が北海道へ向けて旅に出ていたので学校を休んでいるのをいい事に、麻子に気があるのか熱烈なアプローチをかけていた。しかし、性格はお世辞にも良いとは言えず、潮を見下すなど気障で鼻持ちならない部分があり無意識の内に口にした悪口は（表面上は認めようとはしないが）麻子も思わずムッとしていた。普段は気取った言動が目立つが、いざとなると何もできない情けないところがあり、麻子と2人で来た人形博物館でからくり人形に襲われるが、自分を庇って怪我をした麻子を放って逃げ出す有様であった。しかし、逃げ出した後も麻子や安西と共に助けに来た真由子が気がかりだったのか、警察や救急車を呼んで2人を心配するなど全くの意気地なしというわけでもなかった。
安西 信行（あんざい のぶゆき）
みかど市にある安西人形博物館の経営者の孫の青年。祖父が怪物と化した人形によって負傷したため、代わりに人形を倒そうとしていた。自身も襲われ負傷してしまっていたが、麻子と真由子の助けにより、人形を破壊することに成功する。
モデルは、当時藤田のアシスタントをしていた漫画家の安西信行である。
佐久間 泰（さくま やすし）
札幌に住む勤労青年。通称「ヤス」。新聞配達中に出会った雪女「垂（しずり）」に恋をした。
その後、町を凍りつかせようとする垂と対峙。垂が雪女でも自分の気持ちは変わらないということを示し、人間に転生した垂と結ばれる。
野村 信一（のむら しんいち）
潮が北海道帰りの列車の中で出会った高校生。いじめられっ子で、親が高圧的で非情なマキャベリストでもある事から他人に対して自分の気持ちを表現することができなかったが、山魚と戦う潮や紫暮に勇気を奮って協力したことにより成長できた。
数年後は教師になり、かつての自分のように心を閉ざす生徒を力づける姿が描かれている（これは同時に、白面の者との戦いの結末を暗示していたともいえる）。
岡田（おかだ）
野村信一に同伴していた教師。心を閉ざす信一を心配しながら、うまく接することができず悩んでいた。
多少気弱ではあるが危機的状況での勇気と行動力は本物であり、野村が勇気を出す一助となる。
折草 浩（おりくさ ひろし）
麻子のいとこで、暴走族の総長。米次の甥でもあり麻子に好意を抱いている。スピードを喰らう妖怪一角に取り憑かれ、麻子を連れて暴走するものの、うしおととら、麻子の活躍により正気に戻る。正気に戻ったあとは、潮と麻子の間に入り込む余地がない事を悟り、静かに身を引いた。なお、父方の祖父母（麻子の祖父母でもある）は海の家で働いているが、浩との絡みは劇中では見られない。
柏木 実（かしわぎ みのる）
飛行機事故で父親を失い、山の中でさとりに育てられていた男の子。事故によって目を負傷し、収容された病院で潮と知り合う。
結局さとりと再会する事はなかったが、最後までさとりが“お父さん”である事を信じて疑わなかった。面会に来ていた母方の伯父夫婦に事件後、引き取られた模様。
実の父
回想シーンのみ登場。実の母である妻が亡くなってからは荒れ果てており、息子の実をほったらかしにして外泊を繰り返すなどの素行の悪さから、親戚からも軽蔑されていた。後に飛行機事故で死亡した。しかし、実は変わらず父親として尊敬していた。
設楽 水乃緒（しだら みのお）
香川県、設楽の里に住む少女。「お外堂さん」と呼ばれる妖怪を使役する能力を祖母より受け継ぎ、使役する人物がなくなり「はぐれ外堂」となった一体を追って潮たちの学校へ転校してきた。
外堂使いとして特別視されて育った孤独感から他人を拒絶し、潮や麻子とも衝突してきたが、潮と協力して、はぐれ外堂を退治し、戦いや喧嘩を通して心を開くようになる。そして、潮に淡い恋心を抱いたまま設楽の里へ帰っていった。もともとツッパリで非常に男勝りな性格で喧嘩っぱやい。九州なまりが強い。気が短く荒いが、本来は優しさを秘めている。
彼女に憑りついたはぐれ外堂を口から引きずり出す為であり、お互い気にした素振りはないが潮のファーストキスの相手。
実は潮たちより、二つ年上で去り際には同じように一つ年の違う羽生礼子と意気投合していた。麻子とは正々堂々自分と向かい合った初めての相手として認めている。
白面の者との最終決戦時には、お外堂さんを使役して麻子達を妖から守っている。
アニメ版では、はぐれ外堂のエピソードがカットされているため登場せず、白面の者との最終決戦時にはバルトアンデルスのみが仲間を連れ麻子達を守っている。
三井（みつい）
潮の学校の英語教師。美人だが高慢な性格で、教師としての使命感や生徒への思い遣りはまるで持ち合わせていない。そのため、温厚な潮や麻子からも嫌われていた。ストレスも堪っていたのか、はぐれ外堂に取り憑かれて獣のように暴れた後、病院に搬送された。
宮田瞳（みやた ひとみ）
潮と同じ学年の女生徒。裕福な家に育った分、他人を羨む気持ちが人一倍強く、そのためはぐれ外堂に取り憑かれる。
矢島恵美（やじま えみ）
潮の学校の保健の先生。人当たりの良い優しく柔和な外見とは裏腹に、その本性は三井以上にプライドが高く、心の底には他人に対する激しい嫉妬心を隠している。このことからはぐれ外堂に見込まれ、宿主として箱型のイヤリングに住まわせて（取り憑かれて）いた。
野崎（のざき）
潮の学校の教師で、彼の肖像画にのみ登場。「溶けかけたドラえもん」と称されるその絵からは本人の容姿を推し量ることは難しい。
横尾（よこお）、厚池（あついけ）
声 - 布施川一寛、海老名翔太（テレビアニメ版）
潮の同級生で、一緒にゲームセンターに行ったりする親しい仲の友人。
河田 由加里（かわた ゆかり）
真由子の同い年の従姉妹。真由子とは顔が似ているが、若干髪が長めで顔にそばかすがあるのが特徴。静岡県の間白町にある祖父の家に遊びに来ていたが、白狒々達の次なるターゲットにされてしまう。
守矢 克美（もりや かつみ）
声 - 荻野晴朗
「テレビ丸の内」に勤める34歳の報道記者。妖怪による怪事件に興味を持ち独自に調査し続け、潮ととらに辿り着いた。潮と深く関わったほとんどの人や妖怪が潮に関する記憶を婢妖に食われてしまったが、直接関わっていなかった守矢は記憶を食われることを免れていた。最終決戦では危険な状況の中でテレビ中継し続け、世界の命運を左右する重大な役目を担う事になる。
悟朗（ごろう）、赤羽（あかばね）
声 - ふくまつ進紗、森訓久（テレビアニメ版）
潮に協力した二人の男性。民間企業から自衛隊に出向してきた並みの船の倍の速度が出せる高速潜航艇「ウンディーネ」の操縦士たち。悟朗は操縦士。火器などは一切搭載されていないため干されていたところを潮と出会い、潮の眼を見たことで脅迫されるという体裁をとって協力する。
赤羽は副操縦士で、パッと見は軟弱そうな青年。勝手な行動を取ってしまったことに愚痴をこぼしつつも悟朗と共に潮に協力し、納得した際には潮に「イカス人達が助けてくれたって伝えてくれよ」と軽く流した。
立迫 一平（たてさこ いっぺい）
声 - 勝杏里（テレビアニメ版）
潮が北海道に行くために乗った飛行機にいたプロレスラー。白面が暴れ出した頃には、東京の避難所に居たが頭の中に棲みついていた婢妖を、獣の槍の破片によって倒され記憶を取り戻した後は、パニックになる避難民たちを一人何とか静めようとする麻子に加勢し、彼らの前に立ちはだかって体を張り避難民たちを落ち着かせた。
カオリの母
声 - 朴璐美（テレビアニメ版）
カオリの母親。昨年の日本アカデミー賞を取った有名女優。彼女の台詞からすると夫はカメラマンだったらしく、お互いの多忙によるすれ違いの末、島の写真を撮影に行った際に白面の攻撃で島ごと吹き飛ばされた模様。人々が避難する中、自暴自棄になって逃げもせずに自宅に残り酒を煽っていたところに、乱入してきた鏢と紅煉に出会う。二人の戦闘の中、鏢の壮絶な過去と妻子への想いを知り、同時に疎んじていたはずのカオリが、自分を必死で守ろうとしていたことに気づく。そして紅煉を倒して本懐を遂げ、妻子の元へ旅立った鏢を看取った。
カオリ
声 - 石川由依（テレビアニメ版）
彼女は夫の望む通りカオリを産んだものの、仕事を休業してまで子供が欲しいとは思っていなかったため、夫婦のすれ違いの原因となり、娘に対する愛情も希薄だった。だが、自宅の庭で繰り広げられる鏢と紅煉の戦いの合間にも、逃げようとせず自分を守ろうとするカオリの姿に、彼女の心も揺り動かされる。

## 外伝のキャラクター

### 妖今昔物語
吹雪姫（ふぶきひめ）
中納言信行の娘。美しい顔立ちだが、生まれてから一切の感情を顔に出すことがなく、その無表情振りから「石姫（いわひめ）」と呼ばれる。歌も琵琶も上手いものの、感情のない者に真の詩歌などわからないと陰で揶揄されていた。彼女自身もそんな自分を後ろめたく思っていた。斯波朽目ととらによる騒動に巻き込まれるも、無明の捨て身の行動により感情を取り戻す。
井上無明（いのうえ の むみょう）
雑色あがりの随身。腕の立つ侍。人知れず感情を表に出そうと努力する吹雪の姿を見て以来、彼女の力になろうと誓いを立てていた。とらを焚きつけて朽目の式神を倒させ、朽目を倒した後、吹雪を喰おうとするとらを捨て身で追い払った。最後は吹雪の涙と笑顔を見ながら、姫の腕の中で満足の笑みを浮かべ絶命した。実は真由子の先祖でもある。
斯波 朽目（しば くちめ）
邪な陰陽師。式神を操り、吹雪を自分のものにしようとした。無明に倒される。
賀茂（かも）
都随一の陰陽師。無明に自らの童（実は賀茂の式神）を通じ、とらを追い払える直筆の符を渡した。物語中に姿は登場せず。

### 桃影抄～符咒師・鏢
道士
世を捨て「桃花源（とうかげん）」で暮らす仙人。右目を失った鏢に翠竜晶を与え、「暇つぶし」と称して仙術を教えた。本編でもシャガクシャに獣の槍の封じ場所を教えており、時間の流れが違うことを差し引いても相当の年月を生きていることがわかる。
ミンシア
桃花源の住人。桃の精。鏢に好意を抱いていたが、彼の妻子の敵に対する激しい憎悪と妄執を知り、自分が付け入る隙がないことを悟る。鏢が桃花源を去る際、彼の本名を託された。
李王（りおう）
桃花源の住人。李の精。やや自己中心的な性格でミンシアに対し強引に迫るものの、常に拒否されていた。やがて思い余ってミンシアをさらい桃花源を出ようとするものの、窮奇に襲われてしまう。この窮地を鏢に助けられ、さすがに思う所があったのか、桃花源を去ろうとする彼に対し、「自分が身を引くから、ミンシアと一緒になってやってくれ」と頼み込んでいた。

### 雷の舞
源義仲（みなもと の よしなか）
敵に囲まれ進退窮まった状況の最中、巴から昔話を聞く。死んだらまた弓を引こうと言い残し、最後の戦いに向かっていった。
巴御前（ともえごぜん）
義仲と共にいる事が望みだったが、若い頃は「女」であるゆえに非力な自分に絶望し、一時は諦めようとも考えていた。しかし、とらの言葉に動かされ、義仲と最後まで戦い続けた。
本編でも、麻子を巴になぞらえたとらの回想で1コマだけ出ているが、当時の肖像画風の、まるで似ても似つかない姿であった。

### プレゼント
信太（しんた）
少々乱暴だが妹思いの少年。妹にクリスマスプレゼントを買うため、穴ボコさんに頼んでお金を増やそうとした。
ゆき
信太の妹。彼女にとっては兄こそが「サンタ」であった。

### 永夜黎明
草太郎（そうたろう）
「恩施」という村の小作の家の生まれ。気弱で臆病な性格だが、自分に優しくしてくれるみさをの為に侍になろうとする。しかし凄惨な戦場の実態を知り仲間ともはぐれ、独りで怯えていたところ、川を流れてきた獣の槍と出会い、以降槍の使い手として妖怪を倒すようになる。とらと出会う頃には魂を削られ獣になる寸前だったが、それでもとらの悪行を止めるため3日間戦い続けた。その最中、故郷まで来ていた草太郎は、みさをが山の化け物に捧げられると知って助けようとする。この際偶然とらと共闘する。結局みさをを助ける事はできたが、獣になりかけの自分は一緒にはなれないと去る。最終的には、一時的に過去の記憶を取り戻したとらが故意に獣の槍に縫い止められた為、字伏になることはなかった。最後にとらに「お前にも、いつか背後を守る者が現れるかもしれない」と予言めいた言葉を残す。
上記の伝承通りならば、彼が蒼月家の始祖（潮のご先祖様）ということになる。
みさを
名主の娘。村一番の器量良し。心優しく純粋な性格で、侍になりたがる草太郎に、草笛の上手い草太郎の方が好きだと心情を覗かせた。また、彼が村を出た後も、一日たりとも忘れたことはなかった。
草太郎が字伏にはならなかったため、上述の彼と結ばれたと仮定すれば、みさおもまた蒼月家の始祖といえる。

## 小説版のキャラクター
八十神 史帆（やそがみ しほ）
Vol.1『我は冥界に斬り結ぶ』に登場。
うしおのクラスにやってきた転校生の少女。妖怪を討つ力を持つ聖刀「白南風（しろはえ）」の使い手。
八十神 興信（やそがみ おきのぶ）
Vol.1『我は冥界に斬り結ぶ』に登場。
史帆の10歳ほど年の離れた兄。妹と共に父・興滋が打った妖刀「いなさ」の行方を追っている。
八十神 興滋（やそがみ おきしげ）
Vol.1『我は冥界に斬り結ぶ』に登場。
代々退魔の刀を打つことで知られた刀鍛冶・八十神家の先代で、史帆と興信の父。故人。先祖が打った白南風以上の刀を打つことを目指していたが、様々な負の感情に飲まれた結果、妖刀「いなさ」を打ってしまう。
三廻部 秌（みくるべ しゅう）
Vol.2『妖美術 アート・オブ・ザ・ダークネス』に登場。
妖珠「殺羽（さいは）」の使い手で、端正な顔立ちの青年。体内に妖怪を棲まわせ、うしおたちを結界に封じ『絵』にすることに執念を燃やす。
透影 咲（すきかげ さき）
Vol.3『風霜に舞うひとひら』に登場。
父を失ったときから喋らなくなった、小学3年生の少女。訳あってしばらくの間、蒼月家に身を寄せることになる。父の弟子である日輪を姉のように慕っている。
透影 徹宵（すきかげ てっしょう）
Vol.3『風霜に舞うひとひら』に登場。
咲の父。故人。元は光覇明宗の法力僧で、日輪の師。
白煉（びゃくれん）
Vol.3『風霜に舞うひとひら』に登場。
妖怪・訃玄（ふげん）を操る外道の女法力使い。元は光覇明宗の優秀な修行僧だったが、ある出来事を機に光覇明宗を出奔した。
梶尾 宗六（かじお そうろく）
Vol.3『風霜に舞うひとひら』に登場。
まるで腐った死体のような容姿の老人。白煉の雇い主で、咲を執拗に付け狙う。
二ノ宮 由布子（にのみや ゆうこ）
Vol.4『妖病棟』に登場。
麻子の従姉で大学1年生。この春、緋立市で一人暮らしを始めたばかり。
嘉納 舞（かのう まい）
Vol.4『妖病棟』に登場。
緋立病院に入院した麻子と同室になった小学3年生の少女。悩み事を抱えている。
高橋泰（たかはし やすし）
Vol.4『妖病棟』に登場。
うしおのクラスメート。かつて緋立市に住んでいたことがあり、緋立病院にまつわる恐ろしい体験をうしおに打ち明ける。

## 妖（バケモノ）

### 「白面の者」とその眷属
白面の者（はくめんのもの）
声 - 林原めぐみ（テレビアニメ版）
原初の混沌から陰と陽の気が分離して世界が形成されたとき、わだかまった陰の気より生まれた邪悪の化身。本作品全編を通しての最強にして最大の敵であり、その打倒こそ作中の最終目的となっている。その強さは他のバケモノが束になっても敵わず、恐ろしさは時を超えて語り継がれているほどである。
作中では性別に関しては言及されなかったが、人型の化身や分身、憑りつく対象の人間は必ず女性であり、陰の気より生まれた事など「女性」を想起させる描写が多々ある。
陽の気から生まれたあらゆるものを憎悪し、それらを破壊し、苦しめ、殺すことを無上の喜びとする。最初は実体を持たない気の塊であったが、古代印度で偶々見つけた1人の人間の赤ん坊に寄生し、長年にわたってその人間の怨念や憎悪のエネルギーを吸収する事で、九つの尾を持つ巨大な異形の白狐の姿となった。なお、作中何度か「白面金毛」を始めとし「顔のみ白く体は金である」旨の台詞が存在するにもかかわらず、あらゆるカラー資料で全身白色に塗られている。
身の丈は頭から尾っぽの先まででも数kmにも及び、 口からは吐き出す業火は一つの島を跡形も無く吹き飛ばすほどの威力を持ち、巨大な尾を軽く振っただけで無数の妖を塵芥のように粉砕する。尾の1本1本が違った能力や特性を持ち、本体から離れて分身として行動させる事も可能。単純な力だけでも無敵に近い強さを誇るが、直接手を下すよりも相手の憎悪や猜疑心を利用して自ら破滅に向かうように追い込む謀略を好む。その手口はきわめて巧妙かつ悪質であり、最終決戦に到るまで潮たちを何度も苦しめてきた。また、妖怪や人間が自身に対して抱く負の感情を取り込み力に変える能力があり、恐れや憎しみを伴った攻撃は一切通用しない。唯一の弱点とするのが、器物であるがゆえに恐怖や憎悪の感情を持たない獣の槍である。中国で一度襲撃を受けた際には、最初はその力を侮っていたが、尾を次々と破壊されて次第に追い詰められていき、遂には恐怖の叫び声を上げながら尾のほとんどを失って辛うじて逃げ延びるという屈辱を経験。それ以来、獣の槍を何よりも恐れ憎んでいる。
印度で実体化すると同時に大破壊をもたらし、さらに中国を荒らしまわったあげく日本に上陸するが、そこで人間の陰陽師及び妖怪連合に迎撃され逃亡、国土を支える要の岩に逃げ込み、その後800年の長きに渡り沖縄トラフで歴代のお役目様の結界に封じられることとなった。しかし様々な策謀を巡らせた末、ついに復活を遂げる。
永い年月の中、人間や妖怪の恐怖などを喰らい力を増しており、一度は潮を制して獣の槍を砕き、とらを倒し、人間や妖怪達をことごとく粉砕し、日本列島を蹂躙したが、潮ととらの記憶を取り戻した人間や妖怪達など、力を合わせて戦う人間や妖怪達によって形勢は挽回され、潮ととらとの最終決戦に至ることとなる。白面の心の奥底と尾の内の一本には、その誕生に遡るある複雑な思いがこもっている。
長い戦いの中、復活させた眷属や紅煉らも倒されて次第に押されていき、ついには人間と妖怪の勢力が力を合わせて作った強力な結界の中に閉じ込められるが、それでも全身から放った強力な毒気で内部を満たして妖怪たちが立ち入れないようにし、唯一戦える潮ととらとの"一対一"の決戦に突入。最初は奥の手であった嵐と雷の尾と槍の尾を使って二人を苦しめ、彼らの弱さを嘲笑し勝ち誇る。しかし、その常に見上げる目と最大の武器である雷と槍の尾こそが、陽の存在に対して憎しみのみならず強い嫉妬や恐れを抱いていることの表れであり、その中心である潮ととらを最も恐れていることを指摘され、さらに冥界から駆け付けた流や鏢たちの魂の助力により雷と槍の尾を破壊された。常に陽の存在に憧れ、邪悪で穢れた自身を呪ってきた出自を思い出し、激昂して自らの目を潰すと、槍の気配だけを感知して凄まじい速さの攻撃で二人を圧倒するが、とらが自らを槍に貫かせて気配を絶ったことで二人を見失ってしまう。最後は、潮がとらを貫いて繰り出した渾身の槍の一撃に頭部を貫かれ、続けてとらが放った特大の雷を浴びて粉砕され敗北。最期に白面ではない自身の名を誰かに付けて欲しいと求めながら、残る一本の尾から母親に抱かれる人の赤子の幻が浮かび、完全に消滅した。
モデルは各地に伝承を残している「金毛白面（白面金毛、または金毛玉面とも）九尾の狐」である。殺生石などの、実際の伝承もエピソードに取り込まれている。SFC版ではゲームオーバーの画面に、OVA版ではOPにのみ登場した。また、白面の者のモチーフはTV アニメ『ガンバの冒険』に登場するノロイだと言われることがあるが、藤田本人は「漫画を描く時の最低限の条件で他の作品をモデルにすることはない」として否定している。

#### 白面の眷属
白面が自らの尾から生み出した分身。倒されたとしても本体である白面がいる限り、婢妖や黒炎は無限に湧き出す。尾の一本を本体とした分身も蘇るが、さすがに完全復活までは時間がかかるようで（とら曰く「中身はスカスカ」）最終決戦では見た目に反して脆く、潮やとらに倒された。
婢妖（ひよう）
声 - 鷄冠井美智子（テレビアニメ版）、丸山ナオミ（テレビアニメ版16話）
獣の槍を破壊する為に白面の者の尾の一本から生み出される妖怪。耳の生えた目玉の姿をしている。
1体1体は小さいが、無数に出現して集団による破壊活動を行うため、その力は脅威となる。
人間や物に取り憑いて思うままに操る能力があり、潮の乗ったバスや伝承者・杜綱悟に取り憑いて何度も潮たちを襲った。また退魔の力を持つ霊器等にも大量に取り憑く事で、外部からの霊圧を加えて破壊する。
白面の復活直前には、人や妖の頭の中に入り込むことで特定の人物についての記憶を消し去ってしまう新型の婢妖も現れ、これによって周囲から孤立した潮ととらは非常に苦しめられた。また、白面打倒のためにまとまりつつあった人間、妖怪の勢力も、その中心である二人の記憶を失ったことで連携が乱れ、その力を十分に発揮できなくなってしまっていた。
最終決戦にも参加していたが、白面が新戦力として迎え入れた黒炎たちにそれまでのポジションを譲り、ほとんど目立たなくなっていた。
疫鬼（えきき）
杜綱悟の心臓にとりついた妖怪で、婢妖の集合体。心臓への損傷を恐れて手出しできない潮たちに対して周囲の血管を操り、締め付けて苦しめたが、身動きのとれない潮に代わり自ら血管を縫うように飛んでいった槍に刺されて敗北した。しかし、そのことによる潮の魂の消費は大きく、彼の獣化が進行することになった。
血袴（ちばかま）
声 - 最上嗣生（テレビアニメ版）
杜綱悟の脳にとりついた妖怪で、婢妖の首領ともいうべき存在。婢妖と同じく一つ目で、頭巾を被った僧兵の姿をしている。右手に婢妖弓を持ち、多数の婢妖を一度に撃ち出すことができる。また、婢妖弓を折り畳んで刀としても使用した。
潮の事を「（個人的に）会ってみたい」という様子から、白面の眷属の中では珍しく武人としての気質が強いらしく、小細工を弄せずに正々堂々と戦い、実力で二人を圧倒した。
一度は潮を絶望に追い込んだほどの強敵だったが、とらとイズナの機転で杜綱悟の眼の中に誘い込まれ、そこから純が放ったレーザー光線のような念を浴びて大ダメージを負い、潮が魂の全てを捧げた獣の槍の攻撃を受けて細切れになり最期を迎えた。この時の苦戦の結果、潮は自我を失い字伏になりかかってしまう。
くらぎ
声 - 甲斐田裕子（テレビアニメ版）
白面の者の九つの尾の一本が変化したもの。昆虫のような巨大な姿で、体外から加えられた妖力を反射する能力を持つ強大な妖怪。
何の前触れも無く光覇明宗の総本山を襲撃し、壊滅状態にまで追いこむ。法力僧たちのあらゆる攻撃、さらには救援に来た潮の獣の槍による攻撃まで反射（ただし、この時潮は慢心しており獣の槍さえあれば負けるはずがないと高を括っていた事も敗因に繋がった）、無効化し彼らにさんざん無力感を味わわせた。プライドが高く、動けない者や抵抗も出来ないほど弱っている相手に対しては大きな口を叩くが、お役目様にその事を指摘されて挑発され返すと逆上するなどかなり幼稚な性格をしている。
最後にはお役目様（日崎御角）が命と引き換えに放った結界を受けて機能を停止し、キリオにとどめを刺される。しかし本来の目的は獣の槍を破壊する計画の駒のひとつであり、キリオの力を光覇明宗に認めさせるための囮という役割はほぼ完璧に果たしていた。
後に復活した白面とともに再び出現するが、獣の槍の封印を解いた潮に倒される。
斗和子（とわこ）
声 - 林原めぐみ（テレビアニメ版）
底知れなく暗く澱んだ目をした黒衣の女。その正体はくらぎと同じく、白面の者の九つの尾の一本が変化した分身。
普段は女性の姿をしているが、白面と似た長い尾を持っていて、戦うときは相手に突き刺したりする武器となる。また、くらぎのように法力などの攻撃を体外に反射する能力も持つ。しかし、その本領を発揮するのは戦いよりも相手を破滅に導く智謀であり、主と同じぐらい残忍かつ卑劣な策略で潮たちを苦しめた。白面の眷属では外交官的役割を果たしている。
最初は光覇明宗を追放された法力僧・引狭に巧みに近づき、自尊心をくすぐらせながら強力な武法具「エレザールの鎌」と法力人間マテリア（キリオ）を作らせる。引狭の死後キリオを手懐け、光覇明宗を襲ったくらぎを倒させる。これにより法力僧らの一部に獣の槍に対する不信感を抱かせ、内部分裂を引き起こした。さらにはキリオについた法力僧たちを使って獣の槍を奪い、潮らの目前で破壊させる。そのとき初めて真意を明かし、絶望の淵に突き落とされたキリオや法力僧らを嘲笑った。
しかし、獣の槍が潮の呼びかけに応えて復活すると一転して劣勢となり、錯乱したキリオを利用して逃走を図るも失敗。最後の手段で、炎と化した尾で潮たちを焼き尽くそうとするが、心を取り戻したキリオにエレザールの鎌を突き刺され敗北、最期までキリオの心を踏みにじりながら、炎に包まれて消滅していった。
後に白面の者が復活したとき再び巨大な姿で現れるが、とらに倒される。
カムイコタンの白面の破片
800年前の日本妖怪たちとの戦争で白面の体から飛び散った破片の最後の一つ。破片といえども白面の体の一部なだけに恐ろしい力を持っており、他の破片は妖怪や人間の手で滅ぼされたが、この最大の破片だけは誰の手にも負えなかったため、カムイコタンの洞窟の奥に厳重に封印されていた。旅の果てに獣の槍と自分の宿命を知り、白面と戦う決意を固めた潮ととらによって滅ぼされた。モデルは討伐された玉藻前が石化した殺生石。
HAMMR研究所の白面の破片
HAMMRのヘレナ博士らが獣の槍に付着していた微細な白面の体組織の一部を採取し、これを活性化させたところ急激に巨大化して誕生した妖怪。研究所に囚われていた多数の妖怪を取り込んで暴れたが、潮ととらに滅ぼされた。
あやかし
声 - 高口公介（テレビアニメ版）
海蛇やナマコに似た姿の巨大妖怪。その体に海で死んだ人の魂を無数に取り込んでおり、さらなる魂を取り込むために船などを襲う。
体表は硬い上に油に包まれており、獣の槍やとらの雷なども通用しない。また体内は異空間になっていて、飲み込んだ船などを奥にある顔（本体）が貪り食う。
麻子と少年タツヤの乗ったボートを飲み込んでしまったが、危機を察知してやってきた潮ととらによって内部から切り裂かれ、取り込まれた魂も解放された。後に白面の眷属であったことが明かされ、その尾の一つとして、復活する。だが、冥界の門から戻って来た魂たちが形造るあやかしによって抑え込まれる〈テレビ版アニメでは倒されるシーンが明確に描かれている〉。
SFC版では未登場である。
シュムナ
霧状の体を持ち、中に入った者を溶かして吸収する妖怪。火を嫌うが滅ぼすことは難しく、かつて闘ったとらも火を吐いて怯んだ隙に逃げだすしかなかった。北海道の戦いでは獣の槍も通用せず、炎上するトラックを使用した徳野の捨身の体当たりで冥界の門に押し込まれて消滅した。
冥界の門に吸い込まれてこの世から葬り去られたが、実は白面が放った眷属であり後に白面の者の尾の一つとして復活する。本来の力を取り戻した潮に倒される。
偽のジエメイ
ジエメイの姿を模した白面の分身。潮に敗れた斗和子の外交官的役割を継いだ。彼女の名を騙って厚沢を欺き、須磨子がいる石の柱を破壊させようとした。
また、秋葉流の前に現れ、彼の心に流れる虚無を指摘して潮・とらと敵対するように仕向けようとした（結果として流はとらと戦うことを選んだが、その決定要因になったかどうかは不明である）。
なお、本物のジエメイとの相違点は10歳くらいの外見年齢、黒い髪の色と服装、そして斗和子や白面自身と共通する禍々しい顔立ちと邪悪な目つきである。
黒炎（こくえん）
声 - 藤原貴弘、志村知幸、木内太郎
白面の尾や紅煉の身体から無数に出現する、字伏に似た黒色の妖怪。一般の字伏と同じく炎や雷を操る。また、「穿（うがち）」と呼ばれるレーザーのような攻撃や、相手の身体に突き刺さって根を張る「千年牙（せんねんが）」などの強力な技を持つ「新型」も存在する。

### 字伏（あざふせ）
姿形や性質が「とら」に非常によく似た獣風の妖怪。外見はそれぞれ微妙に異なる。光覇明宗は同族のいない「とら」一体のみの妖怪と認識していたが、実は他の個体もおり、ある時一斉に中国などの各地から潮達のもとに集まってきた。他の字伏もとらと同じく雷や炎を操り刃物状に変化した髪の毛で敵を攻撃する事も可能であり、口から衝撃波のような攻撃を発射する個体もいる。漫画版では、「理解しているような目つき」が気に入らないととらに喧嘩を売られ仕方なく買ったが、戦闘能力ではとらと互角の様に思われる（元々耐性があるのか、字伏同士だと炎や雷は大したダメージにはならない）。また、婢妖への対策として石化し、胴体を砕かれてもとらの血を浴びて頭だけで行動し、その状態でも攻撃を繰り出したり一瞬で上半身を生成していた。
本編の終盤に明らかになる事実であるが、魂を削って獣の槍を使い続けた人間が、限界を超えて魂を削り取られた結果、獣と化した姿が字伏である。基本的に字伏となった時に人間の記憶は失われるが、獣の槍から刷り込まれた白面の者への憎しみだけは強く残り、やがて白面と同じく憎しみの化身と化していく。キリオが時逆・時順の協力を得て獣の槍と使い手の歴史を調べた際にも使い手たちは様々な理由で獣の槍をとって戦い、獣となって字伏へと変じていった。
使い手から字伏となった者は多くはないと言っても数10体はいたが、それらを煩わしく感じた白面の化身や後述の紅煉によって処分されてしまい、潮のもつ獣の槍に辿り着いたのはわずか数体だった。最終的に残った数体も石化中に黒炎によって身体を砕かれてしまい、とらの鎧となる形で最終決戦に参加するが、白面への憎しみから白面そのものへと変化していき、とらとは違い「潮に出会えなかった自分たちの不運」を嘆きながらも、最後の力で白面の尾を破り、砕け散って逝った。
一度は潮も字伏になりかけたが、潮と縁深い5人の少女（勇、小夜、礼子、真由子、麻子）がその髪を梳ることによって魂を取り戻し、助かった。また、外伝では潮の祖先にあたる青年・草太郎が獣となりかけたが、とらを封印するかたちで槍を手放したため、人に戻ることが出来た。
紅煉（ぐれん）
声 - 若本規夫
白面の者に邪悪な心を買われて手下となった字伏の一体。他の個体とは異なる漆黒の体色が特徴。
白面の者より譲り受けた3本の霊刀を顔に仕込み、とら以上の炎と雷を放つ強大な敵。更に分身である「黒炎」を体から無制限に生み出す事も可能である。その役割は白面にとって復活の障害となる者の排除で、決戦を前に目覚めた字伏たちを次々に抹殺。黒炎とともに潮ととらの前にも現れ、その実力を見せつけて苦しめた。
元は古代中国にいた促影（そくえい）という名の農夫だったが人の心がなく、戦争に駆り出されているうちに追剥を兼ねた殺人鬼となり、官吏に追われて逃げ込んだ山の中で偶然に獣の槍を手にする。それ以来、鏢と同じように金銭を貰う代わりに妖怪退治を請け負う退治屋稼業を始めるようになる。だが人間よりも妖怪を殺すことに快楽を覚えて獣の槍を使い続けた結果、自身の闇の心を反映した黒い姿の字伏となった。獣の槍を使い続け、その囁きを聞き続けながら字伏に変じてもなお、白面に対する憎しみを抱かなかった。白面の者の言葉で他の字伏達より早く眠りから目覚めた際、力を蓄えるために近くの村に住んでいたある平凡な一家の母娘を喰らっている。その一家の主こそがかつての鏢であり、紅煉こそが鏢が追い続けていた「妻と子の仇」であった。鏢と再会した際には彼だけを喰わなかった理由を「妻や子を喰われた人間が泣き死んでしまうかを見たかった」と語り、殊更に彼の古傷をえぐる言葉で挑発しており、極めて下劣かつ残虐な本性を露わにして交戦。鏢をも圧倒するが止めを刺す寸前で白面の者に呼ばれ「次は必ずお前の浄眼を喰ってやる」と宣言し去っていった。
最終決戦時に白面の者とは別の場所で鏢と死闘を繰り広げる。逃げ遅れた一般人の母子を守りながら戦う鏢に手こずりながらも次第に追いつめ、自身の雷を吸収した浄眼を持つ鏢の腕を食いちぎって飲み込んだ。しかし、その腕は内部に爆破の呪符を織り込んだ鏢の捨て身の罠であり、そのことに気付くと「死にたくねえ！」と絶叫しながら襲い掛かるが間に合わず、内部から消し飛ばされ死亡。鏢を敢えて生かしておいたことや、彼の浄眼を宣言通り喰ったことの全てが仇となって身を滅ぼすという、因果応報の最期を遂げた。

### 日本の妖怪
日本に住む妖怪たち。中には他国から流れてきた者もいる。大まかに東西の二つに分かれており、意見の相違もあって対立することも多い。しかし、潮ととらの存在を軸に統一され白面に挑むこととなる。白面を打倒した際に白面の崩した沖縄トラフを支えるべく多くの妖怪が石と化して眠りについた。
雷信・かがり・イズナを中心とした人との関わりののある妖怪たちは長たちの「妖怪の棲まない国は亡びる」という言葉から残って仲間たちの帰還を待つこととなる。

#### 東（関東）の妖怪群
山ン本（やまんもと）
声 - 古川登志夫（テレビアニメ版）
「東の長」と呼ばれ、遠野で東日本の妖をまとめる大妖怪。普段は鼻の長い老人の姿をしているが、本当の姿は大天狗である。
妖怪の中では穏健派で、時折人間の姿で人の村にも顔を出している。
マヨヒガ（迷い家）にて潮の心を見極め、協力するようになる。
一鬼（ひとつき）
声 - 江川央生（テレビアニメ版）
額に角を持つ修験者の姿をした妖怪。蛇の化身で、複数の蛇の体がより合わさって人型をとっている。東の妖の中でも1、2を争う強者で巨体と怪力を誇り、戦の際には「遠野妖群頭」を名乗り、妖達を統率する。大きな口で相手を飲み込み一瞬で消化してしまうという奥の手も持つ。
蛇妖の性質のせいか、かなりガンコで執念深い性格（とらは「昔からしつこい性格」と呆れている）で、とらとは800年前の戦いで共闘した戦友であるものの、仲が悪い。
最初は「お役目様」を母親に持つ潮を憎んで遠野の他の妖怪たちとともに襲い、疲弊した潮と彼を助けようとした雷信、かがりを殺そうとする。しかし東の長の計らいによって中断され、潮の処遇をめぐってとらと賭け試合をすることになった。そしてとらとの賭け試合に敗れた以後は、なんだかんだ言いながらも潮の事は認めるようになった。SFC版では最後の敵として扱われる。
威吹（いぶき）
声 - 大隈健太（テレビアニメ版）
東の長の側を守るカラス天狗。ワシのような顔で、山伏の姿をしている。生真面目で長にも忠実だがその分融通のきかないところがあり、当初は潮の力を借りることに疑問を持っていた。しかし、命を賭けて自分たちを救おうとした潮の姿に考えを改め、友情を育む。
イズナ
声 - 永澤菜教（テレビアニメ版）
各地に多くの眷属を持つ小妖怪。外見は、イタチに尖った大きな耳と、猫のような大きな目、炎のような大きなシッポを付けた、というところ。
狭いところに入り込んで、素早く動く。無邪気で人懐こく、ノリのいい性格。人間の体内に入ることが得意だ（エキスパートを自称している）が、害を及ぼすことはない。妖怪の中に入ることもでき、間鎚の中に入って操ったこともあった。
人間に取り憑く事が多いためその知識をかなり吸収しており、妖怪としては珍しく現代科学の用語や今時の流行などにも詳しい。
婢妖に取りつかれた杜綱悟を助けるため、東の長に遣わされて潮に協力して以来、潮を気に入り、友達になった。とらが何だかんだ言っても潮に対して喰いたくても喰えない感情を持っているのを見透かし、潮が獣になった時には潮の事を気にして落ち込んだり苛ついている「とら」をからかっては、とらの炎を浴びていた。
時にシリアスな顔で「人間と妖怪は相容れない」と言いながらも、潮の父・紫暮ともウマが合い、共にソバを仲良く食べている。おソバの上に乗った卵は混ぜる派らしい。
東の鎌鼬（ひがしのかまいたち）
第9章「風狂い」から登場する、遠野に住む鎌鼬の3兄妹。
雷信とかがりは、以後、準レギュラー格となり、物語の終局に至るまで潮たちと大きく関わることになる。
性格は温厚で、無益な殺生は好まない。
元は飛騨に住んでいたがゴルフ場を建設する人間達にそこを追われ、遠野に移り住んだ過去があり、再び住処の山を奪おうとする人間を恨んでいたが、潮に出会ったことから人間への憎しみを捨てて共存することを選ぶ。そのため、人間の姿をとっていることが多い。
なお、アニメ版では兄妹で体毛の色が異なっており、光の三原色たるグリーン（雷信）、ブルー（十郎）、レッド（かがり）となっている。
雷信（らいしん）
声 - 速水奨 / 三木眞一郎
東の鎌鼬の長男。鎌鼬としての役目は相手を転ばせる役。
人間によって住処を奪われたことから殺戮を繰り返す十郎を止めるため、うしおたちに助けを求めた。
本来は温和で冷静沈着な性格だったが、十郎やかがりほどではないものの、人間達に土地を追われたことにより、人間を少しばかり憎んでいて、潮も利用したあと都合が悪くなるなど事と次第によっては殺してしまうつもりだったが、彼らのために涙を流す潮の姿を見てからは深い信頼を寄せるようになった。
その後はかがりとともに遠野で妖怪たちに襲われた潮を命がけで守ったり、西の長の暴走を止めるために戦ったりと活躍する。
戦闘力面では十郎とは、一、二を争う程高く、鎌鼬三兄弟の中では最高最速のスピードを併せ持つ。
十郎（じゅうろう）
声 - 矢尾一樹 / 梶裕貴
東の鎌鼬の次男。鎌鼬としての役目は相手を斬る役。
本来は優しい性格であったが、自分達の住む土地を荒らされた事で絶望。人間達を激しく憎み、無差別殺戮に走った。
三兄妹の中でも最も強く、一度は獣の槍を持った潮さえも倒したほど。かがりの薬で怪我を治した潮と再戦し、戦いの中で人間に対しての考えを改めるが既に多くの人間を殺害しており、それを償うかのように自ら獣の槍に飛び込み死亡する。
白面の者との最終決戦において、「白い髪の女」の一族に伝わる力により、一時現世に蘇り、兄妹の危機を救い共闘した。
かがり
声 - 鶴ひろみ / 清水理沙
東の鎌鼬三兄妹の末妹。鎌鼬としての役目は人の切傷に薬を塗って血止めを行う役。
十郎以上に人間を激しく憎んでいたため、最初は潮たちに冷たく刺々しい態度をとっていたが、本来はひたむきで優しく、ちょっと天然ボケ気味な性格。雷信同様、潮と十郎との戦いをきっかけに人間を恨むことを止め、潮たちを慕うようになった。
また、とらのことも最初は獣の槍を持つうしおに纏わりつくペットのような妖怪と吐き捨て嫌悪感を持っていたが、とらの強さや度量の大きさに惹かれていき恋にも似た想いを抱くようになる。とらの足手まといになるくらいなら遠くから見ているだけでいいと健気に思っているが、かがり自身も鎌鼬故に戦闘力はかなり高く、車の速度に追いつくほどの脚力とマシンガンの弾も全て斬り刻んでしまうほどの反射神経を持っており、本人は「十郎や雷信よりも戦闘力は劣る」と語っているが、戦闘技術のテクニックでは鎌鼬三兄弟の中では随一。当初は若さまかせの血気に逸って向こう見ずな一面があったとはいえ、二千年生きた大妖怪のとらの片腕を斬り飛ばすなど、かなり強い方である。とらも、その実力は認めており、足手纏いとは思っていない。
人間の姿のときは非常にセクシーな服装かつ、麗しい美貌の女性になるが、当人にはあまり自覚はない。

きりくち
巨体に鋏のような両腕を持つ遠野の妖怪。
かつて戦った白面の者に結界を張った「お役目様」に強い憎しみを持っており、恨みを晴らすために仲間を引き連れて雷信とかがりに一緒にうしおを襲うよう提案する。しかし、うしおに恩義のある二人はきりくちの誘いを拒否したため交戦。かがりに怪我を負わせたものの雷信に倒された。
SFC版及びFC版でも遠野編の中ボスとして登場。原作漫画では名前は不明であったがFC版では「きりくち」という名前が付けられている。
かぎざくろ
鬼面に四本の巨大なかぎ爪と足が直接生えた姿をした遠野の妖怪。
遠野の山村にて恨みのある「お役目様」の子供であるうしおを他の妖怪と共に襲い、満身創痍のうしおにとどめを刺そうとしたところ雷信とかがりによって倒された。
SFC版及びFC版でも遠野編の中ボスとして登場し、原作漫画では名前は不明であったがFC版では「かぎざくろ」という名前が付けられている。
華乃狐（かのこ）
東の長が作らせていた結界自在妖。間鎚よりも遠くから結界を張ることができ、白面に敗れて危機に陥った神野たちの救出に使われた。

#### 西（関西）の妖怪群
神野（しんの）
声 - 諏訪部順一（テレビアニメ版）
剛刃「流走（るばしり）」を振るう西の妖の長。高千穂に本拠地「空屋敷」を構え西日本の妖怪たちを統制する。
山ン本とは少なくとも800年前からの馴染みではあるものの、彼よりは若干若い様子。容姿は人間の若い男性のようであり、逆髪で長上下（ながかみしも）に似たものを着る。常に姿が変化しない。
獣の槍を信じず、結界自在妖「間鎚」を切り札に西の妖を率いて白面に単身で戦いを挑もうとした。制止しようとやってきた東の長を「空屋敷」に閉じ込め、救援に駆けつけた潮たちも囮の賭け試合で騙して足止めしたあげく白面に攻撃を仕掛けるも惨敗し、東の妖と潮たちに助けられる。この一件によって白面を倒すには東西の妖の団結と獣の槍の力が必要であることを痛感し、東の妖との協力関係を築くことに尽力するようになった。最終決戦を前に潮のための鎧を用意するほどの信頼を寄せていたが、潮ととらに関する記憶を婢妖に消されたため、鎧は放置された。妖だけで白面の攻撃に向かった際には必要な戦力が欠けていることだけは朧気ながら思い出しており、山ン本に攻撃の中止を進言していた。
求嵐（ぐらし）
声 - 高口公介（テレビアニメ版）
神野に仕えるカラス天狗。ワシのような顔の威吹に対し、こちらはカラスのような顔。色黒でなぎなたを持った武者の姿をしている。関西弁で話し、小ズルい性格。威吹とはライバル関係にある。神野以外に名前がある西の妖怪達で、潮に唯一協力した。
四分守（しぶもり）
西の妖怪の中でも強者として知られる蛇妖で、翼の生えた大蛇と老人が組み合わさったような姿をしている。四つの蛇の頭は、合わさると一つの蛇の頭になる。必殺技は牙を大型化した「大顎(おおあぎと)」。獲物を一思いに殺さず、じわじわとなぶり殺しにすることを好む残忍な性格。
西の長の暴走を止めにやって来た潮たちの前に空域守備頭として立ちふさがり、一鬼と対決。長を守りきれなかった自責の念から最初は手出しをしなかった彼を調子に乗って一方的に痛めつけたが、最後には丸ごと飲み込まれ「うまくもねぇ」と吐き捨てられる。
西の鎌鼬（にしのかまいたち）
東の兄妹とは違い、性格は極めて残酷。東の鎌鼬と同様に普段は人間の姿をとっているが、その理由は人間に近付いて殺戮を楽しむためと言い切る邪悪な妖怪である。また兄弟愛といったものも持たず、目の前で姉や弟が殺されても平然としている。相手を殺傷することに特化しているためか鎌の使い方にも長けており、それぞれが特有の技を持つ。実力は高く、空屋敷で山ン本が捕らえられた際には一鬼さえも子供扱いして圧倒した。
神野の「空屋敷」で、白面への総攻撃を中止するかどうかの賭け試合として雷信、かがり、とらと決闘するが、実は彼らを引きつけておくための囮だった。鼬の顔が披露されるのは倒された時のみ。
仍（なお）
西の鎌鼬の長女。
人間の姿で美しく着飾るのを好むが、性格は残忍。梟の腕を切り落とした雷信を少なからず気に入るが、その落とした首を欲しがる。得意技はハサミ状にした鎌で相手を切り裂く「軋り鋏（きしりばさみ）」。同じ女鎌鼬であるかがりに対しては、初戦で自分の頬を傷つけられたこともあって強烈な敵対心を燃やしていた。本編のおまけのクイズ大会では幽霊の姿で登場したりギャグ要員として描かれている。
「空屋敷」での鎌鼬同士の決闘で、かがりと1対1で対決。自分との実力差を見せ付けるために彼女の鎌を折ったが、それを見抜いていたかがりに折れた鎌を逆利用されて切り裂かれ、死亡した。
梟（きょう）
西の鎌鼬の長男。
享楽的な性格らしくタバコや女を好み、咥えタバコでにやけた笑顔を浮かべている。上記のクイズではキスフライやバイクも好きだと告白している。姉や弟と同じく殺戮も好む。鎌を腕や脚を中心にしてプロペラのように回転させる「捲刃（けんじん）」を得意技とする。かがりを気に入って自分のものにしようとしたが、拒絶された。
「空屋敷」での決闘で仍を倒した直後のかがりを捕らえるも、倒れたと思われていた雷信が息を吹き返したのを見て対決。極限まで集中した雷信の速さの前に鎌を出すこともできず敗れる。
杳（よう）
西の鎌鼬の次男。
容姿は十郎に似ているが内面は似ても似つかず、人間を切り刻んで殺すことをこよなく愛する。特に殺した相手の名前を覚えておき、後で思い出すことを好む快楽殺人者のような性格。三日月のような鎌を体表から飛ばして敵を切り裂く技（名称不明）を得意とする。とらに不覚を取ってからは彼を倒す事に執着する。
「空屋敷」での決闘前に十郎を侮辱し、雷信とかがりを逆上させようとしたが、そのために真っ先に標的にされかがりに切り裂かれた。西の鎌鼬の中で最初の死亡者。

間鎚（まづち）
神野が白面との戦いの切り札として用意した結界自在妖。1体で270体の妖を封じる結界を張ることができる。神野はこの間鎚を200体率いて自信満々で白面に挑んだが、尾の一つすら封じることができずに惨敗を喫した。後に華乃狐と融合した新型“華鎚”が誕生する。

### その他の妖怪
魚妖・虫怪（ぎょよう・ちゅうかい）
宙を漂う小妖怪。普段は無害な存在と思われるが、地下から漏れ出したとらの妖気の影響で凶暴化。集合して蛇のような姿の巨大妖怪になり、潮の家を訪ねてきた麻子、真由子を襲った。とらの爪による一撃、ついで潮の斬撃を受けて切断され倒される。潮が槍を手にして最初に退治した妖怪である。
石喰い（いしくい）
声 - 江川央生 / 安元洋貴
人間を石に変えて喰う妖怪。人間が恐怖に苦しみながら石と化すのを眺め、最後はサクサクと喰うのが楽しみ。
潮の学校に運び込まれた侍の石像の中に潜んでいて、学校内に結界を作り麻子、真由子らを襲った。正体は200年生きた双頭の大ムカデだった。急所は左目で、人間の唾に弱い。
後に光覇明宗とハマーの博士達により石の鎧の部分が復元され、白面との最終決戦に向かう潮の防具として使用された。
鬼（おに）
声 - 三宅健太（テレビアニメ版）
強い恨みなどの妄執を抱いて死んでいった人間の魂が、死後に鬼となる。物語に登場する鬼は羽生道雄画伯の魂で、最愛の妻と弟子に裏切られた恨みから鬼と化した。
唯一愛する娘の礼子にとりつき、彼女に近づく人間に次々と災厄をもたらしたが、潮の獣の槍によって邪念を取り払われ、優しい父の心を取り戻して消え去った。
白面の者との最終決戦では、死後の世界への扉から鬼の力で礼子たちを助けた。
飛頭蛮（ひとうばん）
声 - 岸野幸正（A）、萩森侚子（B）、山崎和佳奈（C）、太田真一郎（D）、置鮎龍太郎（E） / 立木文彦（父）、中博史（爺）、津田匠子（母）、嶋村侑（妹）、藤原貴弘（兄）
祖父を中心とした一族で中国から来た5匹の妖怪。首だけの姿で空を飛び、人間を喰う。日本では「餓眠様（がみんさま）」と呼ばれていた。家族愛は強いが、性格は凶悪。だが、人間がもって100年ぐらいしか生きられない事を知らないなどそっち方面には無知で抜けている一面もある。
日崎御角によって明治時代に封印されたが、封印に用いた石が工事によって取り除かれたために復活。日崎御角に復讐しようと街を探し、彼女に容姿が似ている女性を次々と虐殺した。そしてデパートにて御角に瓜二つの真由子を襲った。しかし、槍の声を聞いて駆けつけた潮と、たまたま街に出て真由子に目をつけたとらによって退治される。
とらには割と簡単に倒されていたが、かつてのお役目様であった日崎御角の力でも退治には至らず、一度は獣の槍を持った潮にも勝っている。原作やOVAと違い、SFC版では祖父がボスキャラとして扱われている。
なお、とらはこの戦いの後に人生初となるハンバーガーを食している。単行本のおまけコーナーでは漫画の制作現場の上空を飛ぶコミカルな姿が描かれていた。
虎人（こじん）
声 - 荻野晴朗、佐々木義人（テレビアニメ版）
中国・九龍に棲む半人半虎の妖怪。普段は人間の姿で裏社会に潜伏しているが、よく見ると足に踵がない（犬や兎の後肢のように爪先立ちの足という意味）ので見分けがつく。人を殺しすぎるとして裏社会の実力者が鏢に抹殺を依頼した。
人間に化ける以外にこれといった能力はないが、敵わないと見るや鏢に取り引きをもちかけ命乞いをするなど、裏社会に溶け込んでいるだけあって狡猾な面を持つ。一時は見逃されそうになったが、子供を喰っていたことが発覚したため、激怒した鏢に結局退治された。
海座頭（うみざとう）
声 - 八奈見乗児 / 稲葉実
琵琶法師の姿をした妖怪で、海の妖怪の元締め役。海を荒らすあやかしに手を焼き、尊敬するとらに助けを求めた。
海の底で白面の前に立ちはだかるお役目様（須磨子）を妖怪たちの中でも特に憎んでおり、彼の発言で潮は母親の生存を知った。SFC版では未登場の為、彼に代わって鏢が須磨子の生存を潮に教える役割を果たす。
なお、最終決戦時には和解し、結界の中心となっていた須磨子と真由子を黒炎たちから守って戦った。
針の変化
長い首と一つ目を持つ頭だけの姿をした3体の妖怪。夜になると現れ、人々を襲っていた。
光覇明宗から派遣されて来た紫暮の説得にも応じず、彼に襲い掛かるが、あっさりと退治された。
衾（ふすま）
声 - 高木渉（テレビアニメ版）
はるか上空を飛ぶ巨大な妖怪。人間が好物で、時おり飛行機を襲っていた。お歯黒の歯と炎が弱点。
潮の乗る北海道行きの飛行機を狙ってとりつくが、獣の槍によって飛行機から切り離されたところへF-15戦闘機から空対空ミサイルを受けて焼き尽くされた（ただし、実際にはAIM-9サイドワインダーにもAAM-3にもこれほど炎上させる炸薬はない）。
とらを退散させたこともあるほどの強者だが、白面の者に対しては「会わずに死ねた」と幸運に思うほど恐れていたらしい。
川カッパ
巨体を持つ河童の一種。大きな手を持ち、その指先がさらに手になっているのが特徴で、通常より多い手を使った飛礫（礫＝小石）で攻撃する。200年生きてきて住処の川の主を気取っていた。
20年ほど前より自分が棲む川を埋め立てようとする人間を殺してきたが、光覇明宗の依頼を受けてやってきた凶羅に退治された。
鎌鼬（かまいたち）
尾に鎌が付いた獣の姿をした妖怪で、体表の任意の場所から鋭利な刃物を出すことができる。常に3体の兄弟が1組で行動し、1番手が相手を転ばせ、2番手が斬り、3番手が傷薬を塗って傷を治すという。
人間に化けることができ、ほとんど登場する時は人間の姿をとっているが、怒りなどで興奮すると目の色が変わる。とら曰く「鎌鼬の鎌は鋭すぎる。だから刺されても大して痛くもねえ」というほど鎌は鋭い。
詳しくは東の鎌鼬、西の鎌鼬を参照。
オマモリサマ
声 - 茅野愛衣（テレビアニメ版）
小夜の一族に世話をされてきたザシキワラシ。姿は人間の幼女。ザシキワラシのいる家は幸運がもたらされるという力を持つが故に、鷹取小夜の住む鷹取家に押し込められていた。潮ととらに解放され、それからは小夜の側について彼女を守っている。
最終決戦においては自身も炎を出して小夜を守ろうと奮闘する。最終決戦後の小夜の身代わりとなって「冥界の門」を内側から閉じ冥界へと旅立ったシーンは、本作中において白面との最終決戦のラストを飾ったシーンでもある。
河童（かっぱ）
声 - うえだゆうじ（テレビアニメ版）
遠野の沼に棲む河童。人間にいたずらをして一度懲らしめられて以来、もう悪さはしないという約束を守っている。
母親のことで妖怪たちに襲われて傷ついた潮に薬を塗って治療した。臆病だが優しい性格の妖怪である。
雲外鏡（うんがいきょう）
声 - 飯塚昭三（テレビアニメ版）
一つ目の顔と手足のついた鏡の姿の妖怪。遠野の妖怪からは「雲外鏡のおんじ」と呼ばれる。SFC版ではコマンドキャラとして登場した。
世界中のあらゆる鏡と繋がっていて、人や妖怪を短時間だけ鏡の中へ送ることもできる。その時間は「水が湯に変わる時間（詳細時間不明）」とのこと。また人間と異なり土に還っても蘇るのが妖怪だと最後に説いている。
鏡魔（きょうま）
声 - 矢部雅史（テレビアニメ版）
真由子の父が持ち帰った中国の古い鏡に取りついていた妖怪で、ある男が女への怨念を呪法にして鏡に込めたもの。
真由子を鏡の中に引きずり込んだが、雲外鏡の助けで鏡の中に入ってきた潮ととらに倒され、鏡も真っ二つになった。
なまはげ
鬼の面をかぶり包丁を持った「なまはげ」の姿をした妖怪で、正体は猿の変化。人間に化けるために少女を狙って食い殺し、皮を剥いでいた。
小猿のとき人間の少女に飼われていたことがあり、そのときに貰った鈴を首につけている。人間に化けようとした理由も、元はその少女の「友達が欲しい」という願いを受けてのことだったようだが、既にそのことを忘れており、いつの間にか目的と手段を履き間違え、ついには成長した少女の幼い娘をさらい、その皮を奪おうとした。
執念深く娘を付け狙い、自分の皮を剥いで彼女に迫ったが、目前で獣の槍に貫かれ、渇いて消滅する。最期の最後に"なぜ人間になりたかったのか"を疑問に思ったが、その答えを思い出すことはなかった。
ミコンジキ
海で成仏できずに彷徨う魂を餌食とする妖怪。幽霊船・勇雪丸を捕らえ、内部に棲みついていた。
異形の姿をしているものの、大した力はないらしく、伏戸船長の導きで現れた潮ととらによってあっさりと滅ぼされた。
勇雪丸（ゆうせつまる）
青函連絡船の一隻。かつて航行中に大嵐に遭って沈没するがミコンジキに囚われ、生き残りの船員の心残りもあって乗組員を中心とした魂が形造る幽霊船として彷徨っていた。潮ととらによってミコンジキが倒されたことで解放されたが、最終決戦では冥界の門より現れ白面に突撃し戦艦張りの攻撃を加えた。
時逆、時順（ときさか、ときじゅん）
声 - 田中真弓（テレビアニメ版）
ジエメイに仕える2体1組の妖。その名の通り、時逆は時間を遡り、時順は未来へ進む。そのため性格も正反対で何かと喧嘩が絶えない。
潮ととらを2500年前の中国に連れて行き、獣の槍誕生から終焉までを見届ける。白面との戦いのヒントを得るべく未来に向かったり、それ以外にも鏢やキリオに協力した。
朝霧（あさぎり）
人間を憎む雪女。雪を集めて作った娘の垂（しずり）に命じ、札幌全域を氷雪で覆い尽くそうとしていた。北国においてその力は強大で、口からは凍てつく冷気を吹き付け、銀竹（ぎんちく）、垂氷（たるひ）と呼ぶ鋭利な氷柱を操るなど、獣の槍を持った潮をも苦戦させる。
かつては正体を隠して人間の男に嫁いでいたが、夫の愛を確かめようと真実を打ち明けた途端に捨てられる。以来、人間を逆恨みするようになった。だが最後には垂とヤスの強い絆を悟り、その姿に若き日の自分を重ねながら、雪女の里に帰っていった。
雪妖の中でも元締め的な立場にあるらしく、最終決戦時には雪妖を引き連れ参戦。
垂（しずり）
札幌の時計台に棲む雪娘。母親の命令と人間であるヤスとの許されぬ恋の間に悩み苦しむ。
最後はヤスの腕の中で溶けて消滅するが、それこそが雪女を人間にする為の方法であり、人間として転生し、晴れてヤスと結ばれた（その際髪も白髪だったのが黒く染まっている）。
雪切（ゆきり）
氷塊のような姿をした妖怪。その体は並の武法具を弾き返してしまうほど硬い。
雪原の小屋にいた凶羅を襲うが、逆に穿心角（せんしんかく）の餌食にされて滅ぼされる。
山魚（やまうお）
知能が低く、本能によって地中を巡回する巨大な妖怪。四角く平たい体に無数のトゲのような脚が生えていて、この脚で獲物を突き刺して食い殺す。また、体中を覆う体毛はとらの炎や雷をも防ぐほど硬い。人間が好物で、トンネル工事の人々を襲うこともある。日光を浴びると大爆発を起こす特異な性質を持っている。
青函トンネルで北海道帰りの潮、とら、紫暮らが乗る北斗星にとりつき、乗客たちを貪り喰ったあと潮たちと戦う。さらに潮を狙って列車に乗っていた凶羅と三つ巴の死闘を繰り広げたが、最後はやむなく潮たちと手を組んだ凶羅の技「降魔捨法・威颶離」によって列車から引き剥がされ、とらの怒りの一撃を受けて真っ二つに引き裂かれる。そのままトンネルの外に放り出され、日光を浴びて爆発、消滅した。
読者の案が採用された妖怪である。劇中の描写から、紫暮が倒した別個体が過去にいた事が判明する。
一角（いっかく）
オートバイなどの乗り物に取りつき、スピードを喰う妖怪。魚のような姿をしている。改造バイク"ORKFYKS（オークフィクス）"に取り付いて力をつけ、麻子の従兄弟の折草浩を操り暴走させて多数の犠牲者を出していた。
比較的新しい時代に生まれた妖怪だったせいか、とらの事を知らず「ノロマなジジイ」などの暴言を吐いた上、麻子を人質に取ってスピード勝負を挑む。しかし最後にはとらの時速300キロ近い速度についていけなくなり、身体が耐え切れず崩壊し敗北。逆にノロマ呼ばわりされたあげく、飛び下りた麻子をキャッチした潮の獣の槍にそのままの勢いで貫かれ、とどめを刺された。
作中に登場した凶悪な個体以外にも、あちこちのバイクに憑りついているものがいるらしい。
人膝（じんしつ）
大陸の河に棲んでいたが、白面の者を倒してやると血気盛んに勇んで来た妖怪。しかし相手にならず、尾1本でバラバラにされて散る。
たゆら、などか
昔から人間に興味を持ち、狙った人間にある質問をして答えられないと食い殺す、ということを繰り返してきた、2体1組の妖怪。
質問をするために誘い出した人間たちの中に真由子がいたため、危機を感じたとらと戦うことになる。
それぞれの詳細は以下を参照。
たゆら
声 - 子安武人（テレビアニメ版）
若い男の姿をした妖怪。正体は処刑場に流れる血を吸って成長した蛇の化身で、自分の影の中に無数の「子供たち」（小さな蛇妖）を住まわせている。
戦うときは無数の小さな刃物に姿を変え、などかの周囲を旋回する。これがとらの雷や炎さえも防ぐ障壁となり、一度はとらをも破った。しかし、真由子の作戦によってなどかと分断され、とらと1対1で戦うことになる。
とらを侮って真由子を愚弄する言葉を吐いたことからとらを怒らせ、満身創痍ながら命からがら逃げるが、などかに救援を求めるも見捨てられ、とどめの雷を浴びて滅ぼされた。
などか
声 - 緒方賢一（テレビアニメ版）
老人男性の姿をした妖怪。正体はガマの化身で、長く伸びる舌を武器とする。質問に答えられなかった人間に対してはこの舌を耳から差し込み、生きたまま脳をすすって殺す。
とらがたゆらと戦っている間に真由子を追い詰め、ビルに閉じ込めた多くの人間を人質として質問し、答えられなかった彼女の脳を吸おうとした。だが、すんでのところでとらに止められる。
真由子を舌に絡めたまま戦い、手出しできないとらを攻撃したが、真由子の捨て身の行動で体勢を崩してビルから落下、そのままとらに倒される。その時の真由子の姿から長年捜し求めてきた問いの答えに到達すると同時に、自分たちの愚かさに初めて気付く。
巻末のおまけクイズでは主催を担当、全問不正解だった原作者の脳をすすった（少なくて不味かった模様）。

さとり
生物の心を読む妖怪。姿は人間に近く、人間に化けることもできる。
山奥に住んでいたが、飛行機事故により目を負傷した男の子、柏木実（ミノル）と出会い、彼の父親代わりになろうとする。心優しい性格をしているが、妖怪故に人間社会の勝手をよく理解しないままミノルの目を治したいと願うあまり、他の人間の目玉を狙って殺戮を繰り返したあげく、ミノルの手術の現場を襲って彼を取り返そうとしたため、潮と戦うことになった。
武器は手に持った鎌だけだが、相手の行動を読むことができるために実力は高く、潮を苦しめた。しかし、その能力故に相手の気持ちを察するという事が出来ず、必死に訴える潮の心を覗いたことで自分の行為がミノルの目を治せないばかりか彼を悲しませるだけであると気付いて逆上。錯乱して通りかかった無関係の患者にまで襲い掛かったため、やむなく潮が投げた獣の槍に貫かれて敗れる。最後は手術を終えて眠りにつくミノルに別れを告げ、潮が自分にかけてくれた言葉に喜びながら安らかに消えていった。
白面の者との最終決戦では鏢や流たちとともに「冥界の門」から現れて潮を助け、「心を閉ざした者は暴かれたときに脆い」と助言を残していった。
カニマジムン
西表島の河に住み、満月の日に人間の赤ん坊を攫って小舟に乗せて喰い殺してしまう凶悪な妖怪。マジムンとは沖縄県周辺の方言で「魔物」、「変化」、一部で「神の使い」を意味し、カニマジムンはその名の通り蟹の変化である。
赤ん坊を奪い邪魔をしたキジムンと彼らが呼び寄せた潮ととらに逆ギレして襲いかかるが、流石に潮ととらの敵ではなく、バラバラに切り裂かれて滅ぼされた。
キジムン
西表島のマングローブの木に住む妖怪。3人登場し、総じて臆病で温和な性格。
カニマジムンの生け贄にされた赤ん坊を見捨てられずに保護し、潮ととらに助けを求めた（なお、潮の事を妖怪だと勘違いしていた）。
見事にカニマジムンを滅ぼした2人の姿に感動し、最終決戦時にも参戦している。
鳥妖（ちょうよう）
かつて人間に調伏（退治）されかかっていたところを、とらに助けられたという妖怪。
潮に強要されて、かがりと買い物に出たとらを見つけ、礼を告げていった。容姿は人間の女性に近いが、足は鳥の脚に、腕は翼になっている。なかなかの美女で、とらを慕っているらしく、とらと一緒にいたかがりは心中穏やかでなかった様子である。
なお、とらが語った真相は彼女を調伏しようとしていた術者が、たまたま、その現場を通りかったとらの姿を見て驚いて逃げ出しただけで、とら自身が意図して助けたわけではなかった。
お外堂さん（おげどうさん）
香川県、設楽の里に祀られている妖怪。箱の中に住み、姿は不定形で犬のような顔がいくつも付いている。
修練を積んだ「外堂使い」と呼ばれる人間に使役され、彼らが唱える「呪禁歌（じゅごんのうた）」によってその力を強めたり弱めたりもする。なお、呪禁歌の文句では長い髪の侍に長柄の武器で切り刻まれて箱に封じられたと語られており、獣の槍の持ち主により封印されたことが示唆されている。
はぐれ外堂（はぐれげどう）
外堂使いの設楽水乃緒が探す標的で、人間を逆に操って悪事をはたらくようになった「お外堂さん」。
戦中の混乱のなか、ある外堂使いの女性によって東京に持ち込まれ、彼女の死後何十年ものあいだ持ち主を転々とする。宿主には他人への妬みを強く持つ人間を好み、彼らの悪意を吸収することで次第に知恵を付けていった。長年にわたって人の悪意にさらされたせいか、その姿は元の「お外堂さん」とはかけ離れた黒く禍々しいものに変貌している。
不定形の体を利用して自身を分割し、複数の人間に同時に取り憑くこともできる。潮の学校では英語教師の三井らに取り憑いて混乱をもたらしたが、真の目的は獣の槍を持つ潮にとりつき、全ての妖怪の頂点に立つことだった。その狙いを知った潮はあえて自らの身体に侵入させ、自分ごと獣の槍で貫いて攻撃。たまらず飛び出した「はぐれ外堂」は水乃緒の「お外堂さん」に食い尽くされて滅ぼされる。一時は潮の精神を支配することに成功するかに見えたが、調子に乗って何気なく発した一言が彼の逆鱗に触れ、敗因となった。
狼男のモンストラム
「白面の者」打倒のために作られた組織「ハマー」が、捕えた妖怪に強化改造を施したものがモンストラムである。その中でも最強のモンストラムが狼男のモンストラムであり、元の5倍の強さに改造されているという。「ハマー」がとらを捕えるためにこのモンストラムを二体放ったが、簡単に倒された。
バルトアンデルス
声 - 村瀬歩（テレビアニメ版）
ヨーロッパの古城に住む妖怪。人間などに姿を変えることができる。「ハマー」に囚われ、日本に連れて来られた。子供の姿に化けていたが、実は潮達の50倍長く生きていて、本当の姿はかなり大きい。
後に麻子に救出され、麻子から「バルちゃん」と呼ばれ、バルトアンデルスも麻子を「お姉ちゃん」と呼び、慕うようになる。一時は研究所で暴れる白面の分身に取り込まれたが潮に助けられ、ヨーロッパに帰っていった。
大人しい性格で争いを好まず、自分を変身できるだけの妖怪と言っていたが、最終決戦時には窮地に陥った麻子を助けるために仲間を引き連れて日本に現れ、周囲の黒炎を一掃するという強者ぶりを発揮した。
狒狒（ひひ）
群れをなして人間を襲う猿の妖怪。「なまはげ」と同じく少女を好み、狙った獲物の家に白羽の矢を立てる。「しっぺい太郎」という犬を恐れる。
白髭（しろひげ）
狒狒たちの頭領で、白い毛に覆われている。特殊な能力はないが高い知能と素早い身のこなしを持つ強敵で、一度は犠牲者を襲う場に現れたキリオ・九印を余裕で倒して退け、目前で獲物を喰らって「余興があって楽しかった」と悠々と去っていくという強さを見せつけた。
真由子の親戚の少女を狙い、身代わりとなった真由子を助けようとやってきたキリオ・九印と再戦。再び彼らを苦しめ、とどめを刺す寸前まで追い込んだが、「お役目様」としての力の片鱗を発揮し始めた真由子の結界で動きを止められたところをキリオの鎌に切り裂かれて敗れた。

魏（ギ）
人間の心を読み、姿を変えて惑わすことを得意とする妖怪。
中国・九龍を住みかとしていたが、九龍が取り壊されるにともない、肥え太った人間を狙って日本へ渡る。しかしこれを知ったある華僑に依頼され、鏢に追跡されることになる。麻子や紫暮に化けて精神的に未熟な潮を翻弄したが、情を捨て去った鏢にはまやかしも通用せず退治された。
暴（ボ）
魏の弟分で、大きな口を持つ獣のような妖怪。
知能は低いが力は強く、獣の槍を持った潮の攻撃も弾き返した。最後は熟練した鏢の戦術に翻弄され、呪符を貼られて退治された。
華鎚（かづち）
東西の妖の協力により、間鎚と華乃狐を合わせて作られた結界自在妖。1体で420体の妖の動きを封じることができる。最終決戦では白面を閉じ込める結界を作り出す主力として活躍する。
火の兄（ひのえ）
東西の妖怪達が合体して誕生した巨大な剛妖。最終決戦の際に出現し、白面に戦いを挑もうとしたが白面に一度惨敗している神野の記憶がかすかによみがえり、攻撃を中止しようとするも山ン本が受け入れず決裂。東西2体に分離、争っていたところを白面に攻撃されて敗れる。
後に再度合体し白面に挑むも光覇明宗の結界にぶつけられ、敗北する。

### ホムンクルス
西洋の魔術により人間の精子（馬の内臓も加えて40週間腐敗させ、一定の温度で保存する模様）から造られた人造生命。法力僧・引狭がキリオを守護させるために造った。九印以外は引狭の館にいる。
なお、九印を見る限り、妖怪と同じく一般人に姿は見えないらしい。
九印（くいん）
声 - 小西克幸（テレビアニメ版）
引狭が作り上げた最初の成功作にして、完全無欠のホムンクルス。機械のように正確な分析力を持つ頭脳に加えて、伸縮自在の爪の先端から分泌する溶解液、気を固めて肩から発射する「カノン」、あらゆる攻撃を逸らす「黄金の霧（ゴールドミスト）」など、多彩な武器を持つ。
キリオを守るという使命を忠実に実行する従者で、そのためには自身がどれだけ傷つこうとも意に介さない。
くらぎが光覇明宗の総本山を攻撃したとき、戦おうとするとらを足止めし、翻弄する。次は引狭の館で槍を破壊しようとするキリオを止めにきた潮ととらの前に現れ、妨害。最初は有利に戦闘をはこぶが、潮を侮辱した為、とらの不興を買い本気を出したとらの攻撃と頭突きを受けて大ダメージを負い、キリオのもとへ撤退する。終盤ではキリオと同じように、白面が放った婢妖によってうしおととらに関する記憶を失ってしまうが、それでもとらとの仲の悪さは相変わらずだった。
最終決戦にキリオとともに参戦し、結界の中心にいる真由子たちを無数の黒炎から守って戦うが、黒炎の集中攻撃を浴び、炎に包まれながら崩れ落ちていった。
ヴィタエ418、ヴィタエ427
2体で行動するホムンクルスで、姿は九印に似ている。引狭の館で流・とらと戦う。攻撃を反射する鏡を手に持っているが、実は耐久力に限界があるという弱点を持つ。最初はとらの炎や雷を跳ね返して優勢に立つも、相手の弱点を見抜き死角をつく流の戦略が加わったことにより撃破された。お互いを兄弟と認識し、その絆は強い。
メイ・ホー
普段は引狭の書斎を掃除している。外見は家政婦然とした少女だが、正体は液状の体を持つホムンクルス。人間の体内に侵入して操ったり、体の一部を刃物状にして斬りつけたりする。
日輪・潮と戦い、日輪の虚をついて体内に侵入。人質として潮を殺そうとするが、攻撃を加えようとしたところを捕まって引きずりだされ、日輪の攻撃を受けて敗れる。直後に再生したものの既に戦意はなかった。
囁く者達（ささやくものたち）
不完全に生成されたため、失敗作として捨てられたホムンクルスたち。人間を見ると妬みと恨みの声を呟きながら襲いかかるためこの名が付いた。
知能も戦闘能力も低いらしく、流ととらを見つけて近づくも、とらの炎の前にあっさりと全滅する。

### 妖怪以外の存在
妖怪とは分類が異なる神や人造生命など。
サンピタラカムイ
北海道の土地神。自身もかつてオヤウカムイを蹴り飛ばした程強いのだが、その際に有珠山を噴火させてしまい、人間達の安全を考えて手出しが出来なかった。洞爺湖に蔓延るオヤウカムイの退治を潮達に依頼し、同行していた香上と片山を問答無用で守り神として任命する。選んだ理由を問われた際には「若くて生きが良さそうだった」と答え、二人を唖然とさせた。実際かなりの力を持っているようで、香上達のために用意した神酒は猪口一杯分だけでオヤウカムイに真っ二つにされたとらを完全に回復させた。
土地神の中でも上位にいるらしく、最終決戦時には土地神達を引き連れて参戦した。
オヤウカムイ
洞爺湖に住み着いた悪神。自身を封印したサンピタラカムイに復讐する為、再び暴れだした。とら曰く「ヘビジジイ」。
両端に単眼の頭を持ち、18枚の刃状の翼を持つ蛇の姿をしている。神だけあって翼でとらを真っ二つにし、獣の槍をも欠けさせるなど圧倒的な強さを見せつけたが、神酒を飲んだ香上と片山の矢の一撃で両目を潰され、同じく神酒にて復活したとらと封印の布の一部を破った獣の槍にて真っ二つに切り裂かれ、完全に滅ぼされた。
畜生からくり
江戸時代の人形職人・便七（べんしち）に作られたからくり人形で、若い女性の心臓を動力とする。いつしか自らの意思を持って動くようになり、新しい心臓を手に入れるために次々と女性を襲い始めた。
みかど市内の安西人形博物館に運び込まれ、そこに訪れた麻子とクラスメートを襲う。麻子と助けにきた真由子の活躍によって破壊され、博物館もろとも焼却された。
人を襲う際に顔の形状が女性の者から悍ましい鬼面に変化するが、このギミックは「角出しガブ」と呼ばれ、文楽人形の絡繰りとして実在するものである。
吸血鬼（きゅうけつき）
ヨーロッパからやってきた吸血鬼。かつては詩人で、いつも自作の詩の一節を口ずさんでいる。血を求めて日本各地を転々としており、北海道では街医者となって教会の地下にアジトを作っていた。
吸血によって人間をしもべとするほか、身体の一部を狼やコウモリなどに変えたり、額から念力を放射して相手を吹き飛ばす事が出来る。霧となってあらゆる攻撃を防いだりもするが、変身した動物部分は霧になれない。吸血鬼の宿命として太陽光と十字架が弱点。そして心臓に杭を打ち込まれると灰と化す。
ある母子家庭の親子を狙ったが、依頼を受けて吸血鬼を追ってきた鏢と、偶然同じ親子を狙っていたとらと対決し敗れる。その際は鏢に対して「ありがとうよ」と呟き、笑みを浮かべながら安らかに消滅した。
蛭蠱（ひるこ）
杜綱悟が使役する式神のひとつ。巨大な蛭のような姿をしている。
空骸（うつむくろ）
これも杜綱悟の式神で、「強くなりたい」と願う潮への試練として呼び出された。出現時は大きな蜘蛛で、それが吐き出す糸の上に乗ると、中から剣を構えた骸骨が現れて相手と対峙する。この骸骨に打ち勝った者は、戦いにおいて最も重要な心の集中を会得することができる。ただし、この試練はまさに自らの命を懸けて行うものであり、死法と呼ばれる。
ゴーレム
西洋の魔道にある、自ら動く巨大な土人形。引狭の館の番兵で、斗和子は「木偶（でく）」と呼ぶ。
おもな武器は怪力と口から吐き出す振動波で、秋葉流と日輪の二人がかりでも手に負えなかったほどの強敵。弱点は額に書かれた「emeth（生命）」という文字で、頭のeを削って「meth（塵）」にすると文字通り塵と化すという。
獣の槍を取り戻した潮によって、eどころか頭部全体を粉砕されて崩れ去った。
マテリア
引狭が強力な武法具（エレザールの鎌）と合わせて作り出そうとしていた目標で、武法具の使い手となるべき人間。
引狭の構想では、生まれつき強力な法力を持つ人造人間として一から生成する予定だったがうまくいかず、斗和子がさらってきた赤ん坊に改造を施すことでようやく完成した。すなわちキリオの誕生である。

### 外伝の妖怪
窮奇
「桃影抄～符咒師・鏢」に登場。
邽山に住む妖怪。桃花源の人間を喰おうと狙っている。浄眼が開いた鏢によって倒される。
偽のとら
「雷の舞」に登場。
とら（当時は長飛丸）の名と姿を騙って仲間を集め暴れていた妖怪。本物には敵うはずもなく捻り潰された。
化け猫
「里に降る雨」に登場。
伊万里に出没。市内の陶磁器業者の社長が自宅改築の際、古い祠と中にあった壷を壊してしまったことで恨みを買い、5年間も社長の娘の命を狙い続けた。2匹が存在し、片方は須磨子がくい止め、もう片方は紫暮の巍四裏で倒された。
穴ボコさん（あなボコさん）
「プレゼント」に登場。
妹へのクリスマスプレゼントを買うお金に困っていた少年・信太が「ある公園の穴にお金を落とすと百倍になる」という噂を半信半疑で試したところ、現れた妖怪。
噂どおり落としたお金を百倍にして大きな口から吐き出したが、引き換えに彼を喰おうと襲い掛かる。だが、たまたま近くを通りかかった潮に退治された。
ここのつ
「永夜黎明」に登場。
草太郎の故郷の山を縄張りとし、ふもとの村に娘の生贄を要求していた妖怪。蛇の体に2本の腕と、名前の通り9つの頭を持つ。生贄として差し出された草太郎の幼馴染のみさをを喰おうとしたが、とらの攻撃でみさをを手放し、草太郎の斬撃で倒される。

### 小説版の妖怪
いなさ
Vol.1『我は冥界に斬り結ぶ』に登場。
八十神興滋が、負の感情に飲まれて打った妖刀。獣の槍とその使い手を狙い、うしおたちの前に現れる。その正体は、柄糸に偽装した妖蛇「莞戯子（かんぎし）」。血管が寄り合わさった蛇の姿をしており、死人の血を吸ってその死体を自在に操る能力を持つ。
魅繰（みくり）
Vol.2『妖美術 アート・オブ・ザ・ダークネス』に登場。
秌の左肩に憑いた女の人面瘡。その正体は、秌を慕う女郎蜘蛛。秌の肩に憑くことで、病に犯された秌の命を維持している。
訃玄（ふげん）
Vol.3『風霜に舞うひとひら』に登場。
白煉が操る妖怪。能役者のような姿をしている。その正体は、能面に付喪神が宿った面霊気。
深月（みつき）
Vol.3『風霜に舞うひとひら』に登場。
花の妖怪で、「深月の晩」と呼ばれる夜に人の願いを何でも叶える能力を持つ。
怪虫
Vol.4『妖病棟』に登場。
正式名称は不明。緋立病院の地下（戦時中に防空壕として使われていた空洞）に潜み、入院患者たちを『夢』の世界へと招いていた。

### OVAの妖怪
つぶら
声 - 塩沢兼人（OVA版）
水車やタイヤなど回転する物に潜む妖怪。かつて田舎にやってきた麻子を気に入り、ずっと自分の潜む水車を回させるためにさらいにくるが、うしおに撃退され単身帰還した。アニメオリジナルの妖怪だが、後に原作にも逆輸入され、白面の者との最終決戦にも潮ととらの援軍として参加した。